# Sierra de la Muela, Cabo Tiñoso y Roldán
El espacio natural de la sierra de la Muela, cabo Tiñoso y Roldán se encuentra situado al oeste del municipio de Cartagena, en el extremo sur de la comunidad autónoma de la Región de Murcia en España, extendiéndose hasta la bahía de Mazarrón. Forma parte de la cordillera litoral de Cartagena.
Se trata de uno de los lugares de mayor importancia ecológica del sureste, por lo que ha sido declarado ZEPA (Zona de Especial Protección para las Aves) y LIC (Lugar de Importancia Comunitaria), como parte de la Red Natura 2000. Asimismo, está protegido por la legislación de la Comunidad Autónoma de la Región de Murcia (Ley de Ordenación y Protección del Territorio de la Región de Murcia de 1992). El Plan de Ordenación de los Recursos Naturales del Parque Regional se encuentra sin aprobar y en periodo de "tramitación" desde 2006. 
El parque regional, de 11 361,04 hectáreas, ocupa prácticamente todas las sierras litorales de Cartagena Oeste, comenzando al oeste de la ciudad en la zona del Monte Roldán, siguiendo por el puntal del Moco, el pueblo de Galifa, El Portús, la Sierra de la Muela, Cabo Tiñoso, las Peñas Blancas, el Campillo de Adentro, La Azohía, la Rambla del Cañar. Termina el ámbito de protección en la zona de isla Plana, en el límite con el término municipal de Mazarrón.
El parque regional está mayoritariamente dentro del término municipal de Cartagena, aunque una pequeña parte en su extremo occidental pertenece a los municipios de Mazarrón y Fuente Álamo.
En julio de 2008 a causa de unas maniobras militares se produjo un incendio forestal en la zona del Monte Roldán que afecto al Puntal del Moco y el Cabezo de la Estrella afectando a unas 60 hectáreas de pinada y monte bajo.
El 9 de junio de 2012 se declaró otro incendio en la cara este de la Sierra de la Muela que afectó a una superficie de entre 15 o 20 hectáreas.

## Geografía

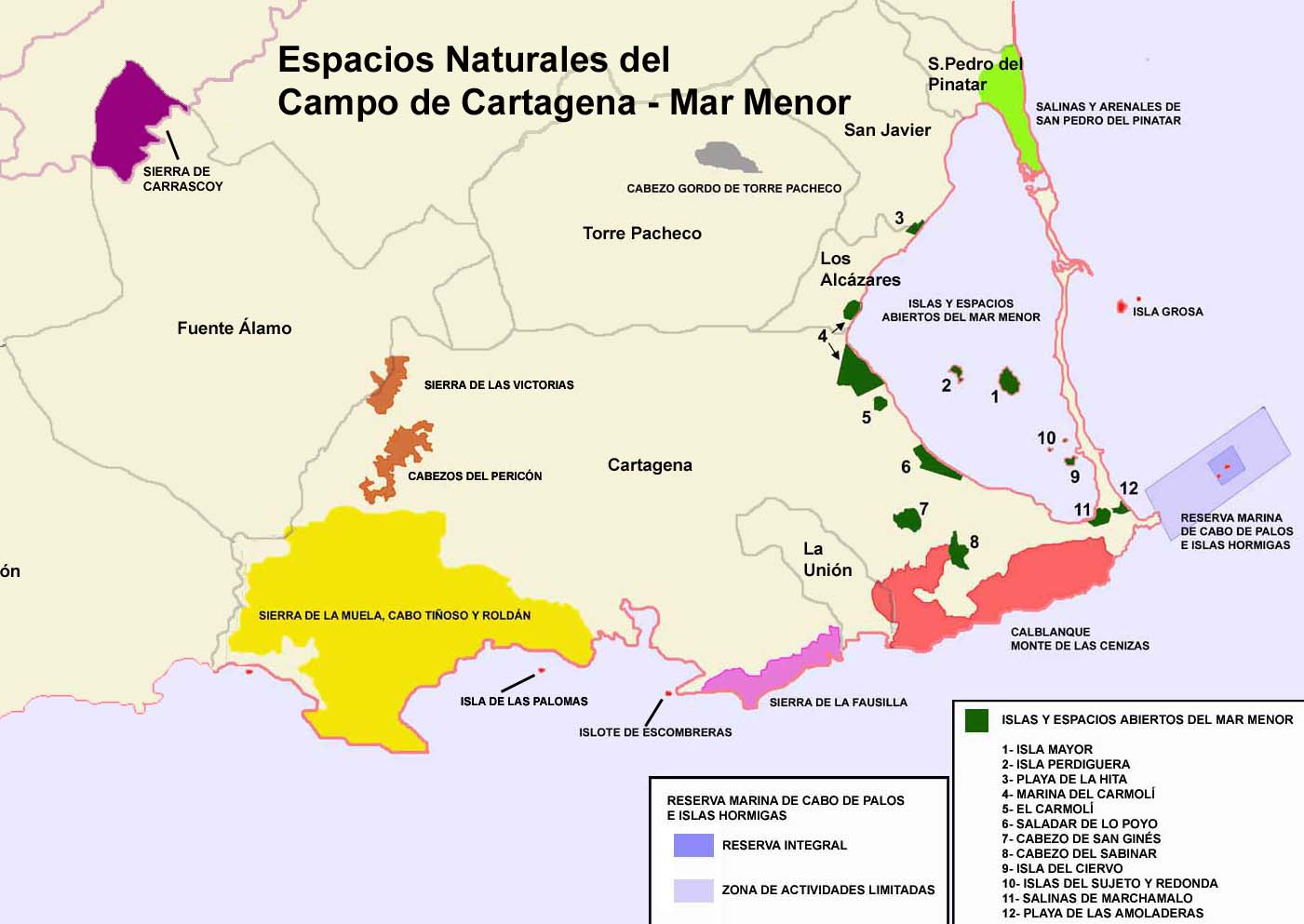
Espacios naturales de todo el Campo de Cartagena y Mar Menor. Sierra de la Muela, Cabo Tiñoso y Roldán en amarillo.

## Geología

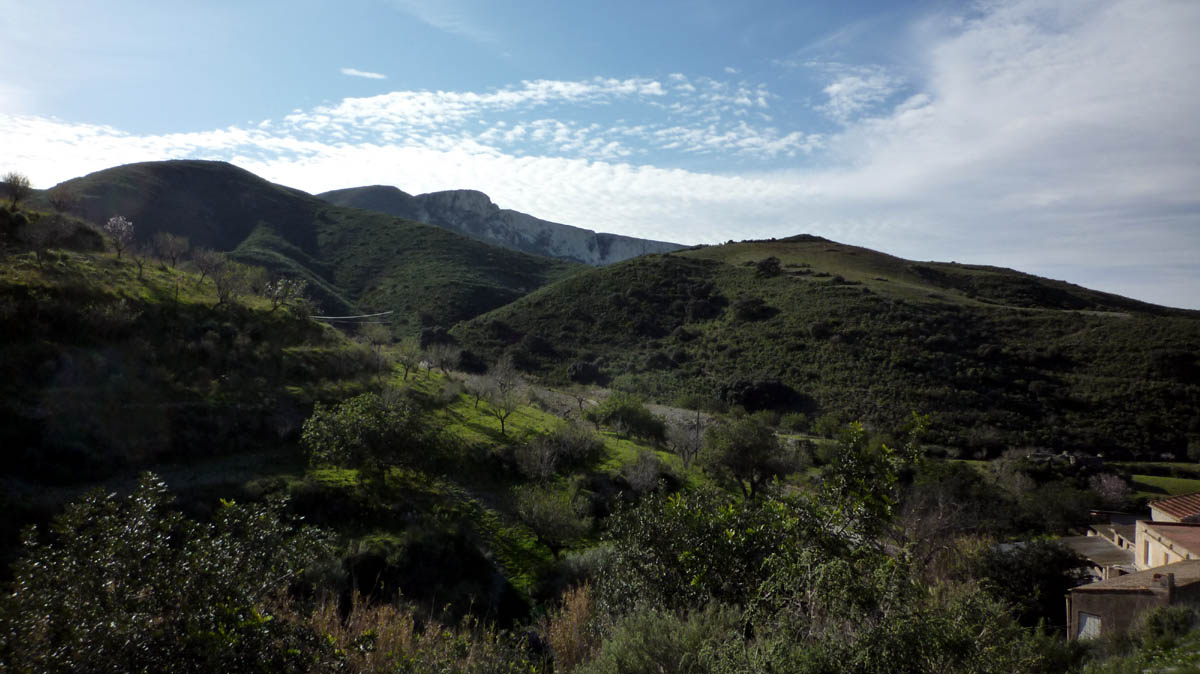
Vista de peñas blancas y encinar del Collado de la Cruz

Su relieve se caracteriza por montes con fuertes pendientes y diversidad costera con bahías, calas, acantilados y playas. Pertenece a las cordilleras béticas y sus alturas mayores son: Peñas Blancas con 627 metros (la máxima altura del municipio de Cartagena) y La Muela con 546 metros. Sin embargo debe destacarse en la orografía marina que en pocos kilómetros se pase a profundidades de más de 200 metros.
Los principales lugares con interés geológico son:
- Cabezo Negro de Tallante: El volcán más joven de la Región de Murcia formado sólo hace un millón de años. Pueden observarse colada de lava, flujos piroclásticos y formaciones de basaltos.

- Franja litoral entre la Azohía y El Portús: acantilados de calizas, entre los que destacan Cala Cerrada, Cala Salitrona, el arco de cabo Tiñoso y la Aguja de La Muela.

- Peñas Blancas: dispone de una importante pared vertical.

## Flora

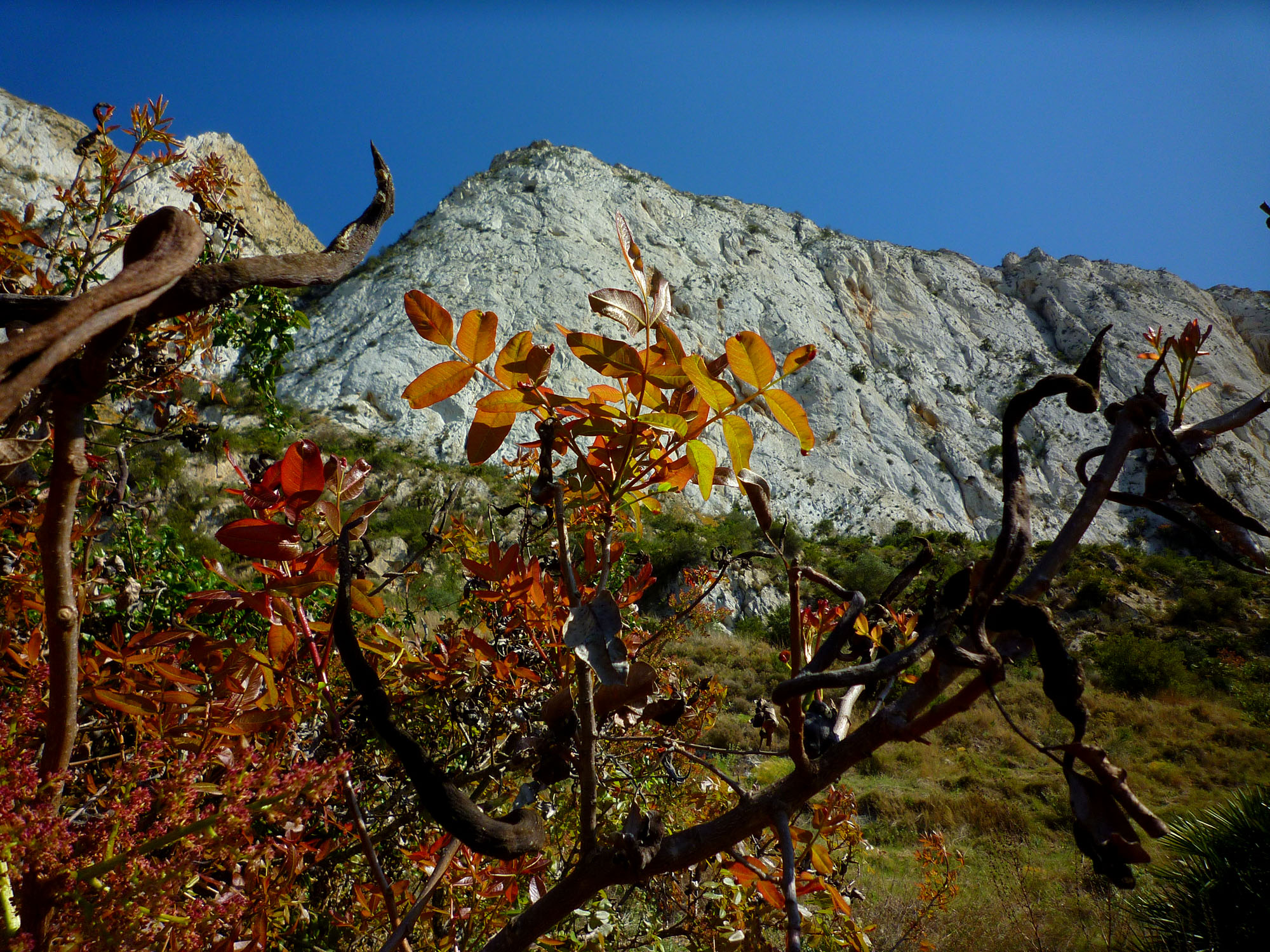
Pistacia terebinthus en Peñas Blancas, Cartagena, España

Se puede encontrar gran diversidad biológica entre el interior y la costa. La vegetación en los montes es característica del bosque mediterráneo con pinos carrascos, jaras, romeros, acebuches, cornicales, garrigas, tomillares y formaciones crasifolias. 
En las laderas más cercanas al mar y, especialmente en todo Cabo Tiñoso, podemos encontrar vegetación propia del piso bioclimático inframediterráneo, adaptada a condiciones muy acusadas de aridez y temperaturas suaves durante todo el año. En estas laderas podemos encontrar singulares formaciones vegetales dominadas por el palmito, el romero, el esparto o el cornical. Ocasionalmente, aparecen formaciones de sabina negra (Juniperus phoenicea) y enebro (Juniperus oxycedrus). 
Existen especies de especial interés botánico por su rareza o por tratarse de especies endémicas o ser especies iberoafricanas. Entre las más destacables están:
- Ciprés de Cartagena (Tetraclinis articulata). Presente en el Collado Roldán.
- Manzanilla de Escombreras (Anthemis chrysantha). Iberoafricanismo que presenta una de sus escasas poblaciones en La Azohía.
- rabogato del Mar Menor (Sideritis marminorensis) . Endemismo.
- Garbancillo de Tallante (Astragalus nitidiflorus). Endemismo exclusivo del Parque.
- Cornical (Periploca angustifolia). Iberoafricanismo
- Ajo negro, endémico del sureste de España.
- Siempreviva morada (Limonium insigne). Endemismo del sureste de España.
- Siempreviva de Cartagena (Limonium carthaginense). Endemismo exclusivo de las sierras de Cartagena.
- Caralluma europaea y Caralluma mumbyana, cactiformes presente únicamente en la Región de Murcia y Almería en las zonas próximas a la costa.
- Cardo amarillo de roca (Centaurea saxicola). Endemismo del sureste de España.
- Varica de San José un narciso endémico de la Región de Murcia y Almería en peligro de extinción y que puede encontrarse en las inmediaciones de La Azohía[5]

En algunas zonas se dan especiales condiciones de humedad que permiten la existencia de vegetación más exigente. Así podemos encontrar restos de encinares con ejemplares centenarios en el Collado de la Cruz de Tallante, ejemplares de cornicabra o terebinto en Peñas Blancas, o formaciones de madroños en la Morra de los Carreones. Otras especies propias de estas zonas con mejores condiciones hídricas son el aladierno, los chochos locos (Erophaca baetica), la trepadora Clematis cirrhosa o el boj balear citado en la zona de Peñas blancas en 1943 y extinguido en la actualidad.

### Galería de fotos de flora

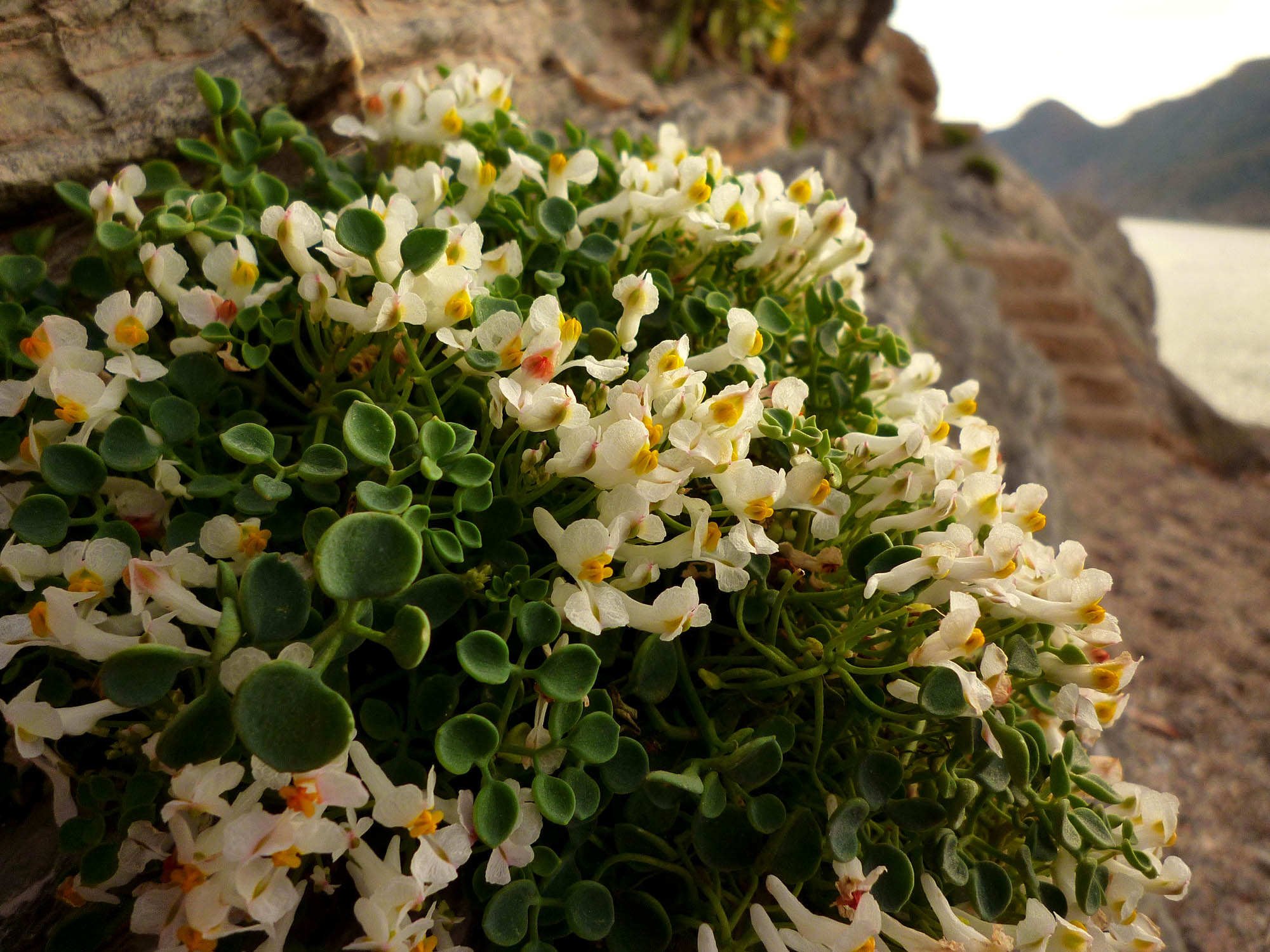
Zapaticos de la virgen (Sarcocapnos enneaphylla).
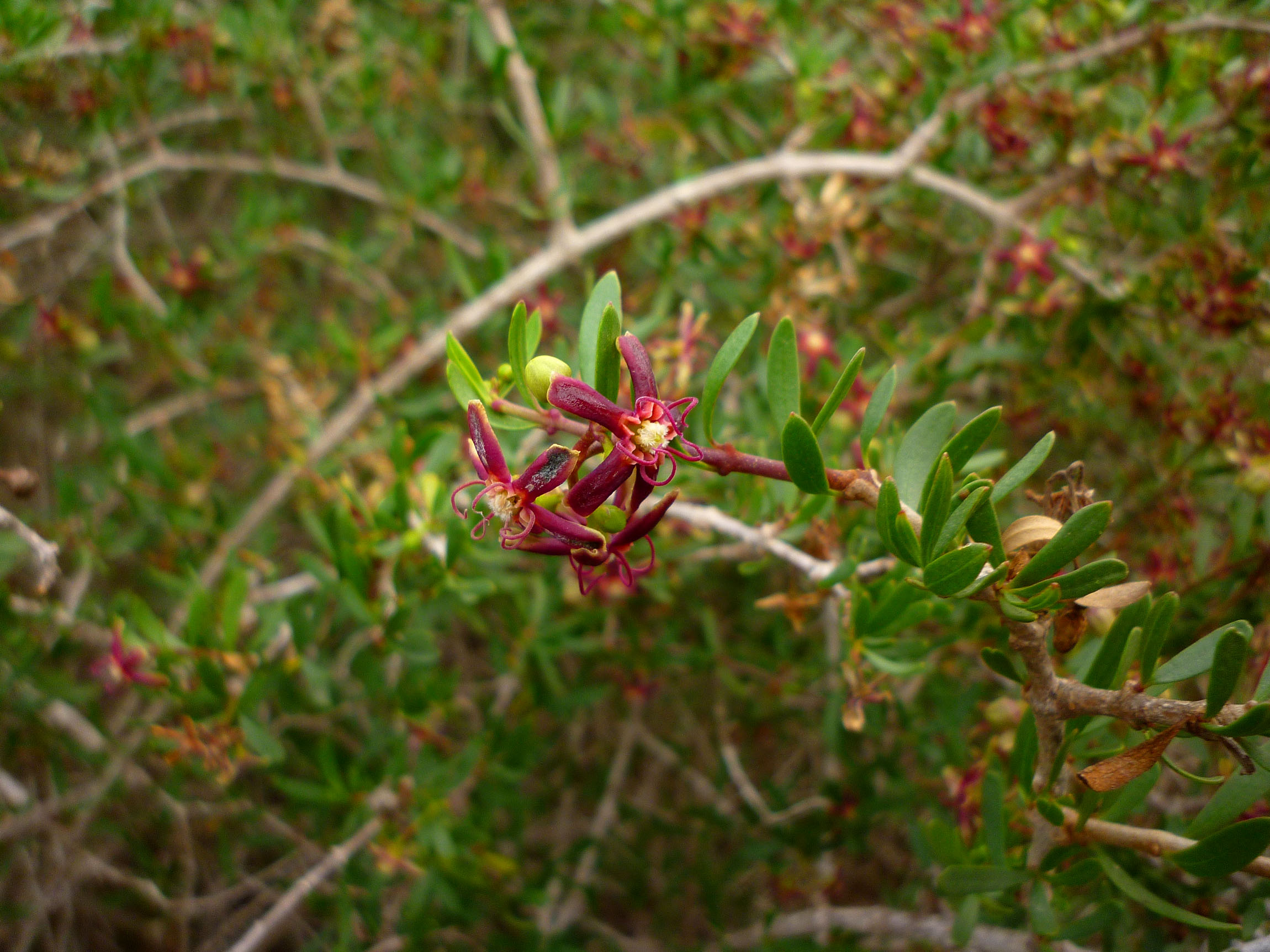
Cornical (Periploca angustifolia).
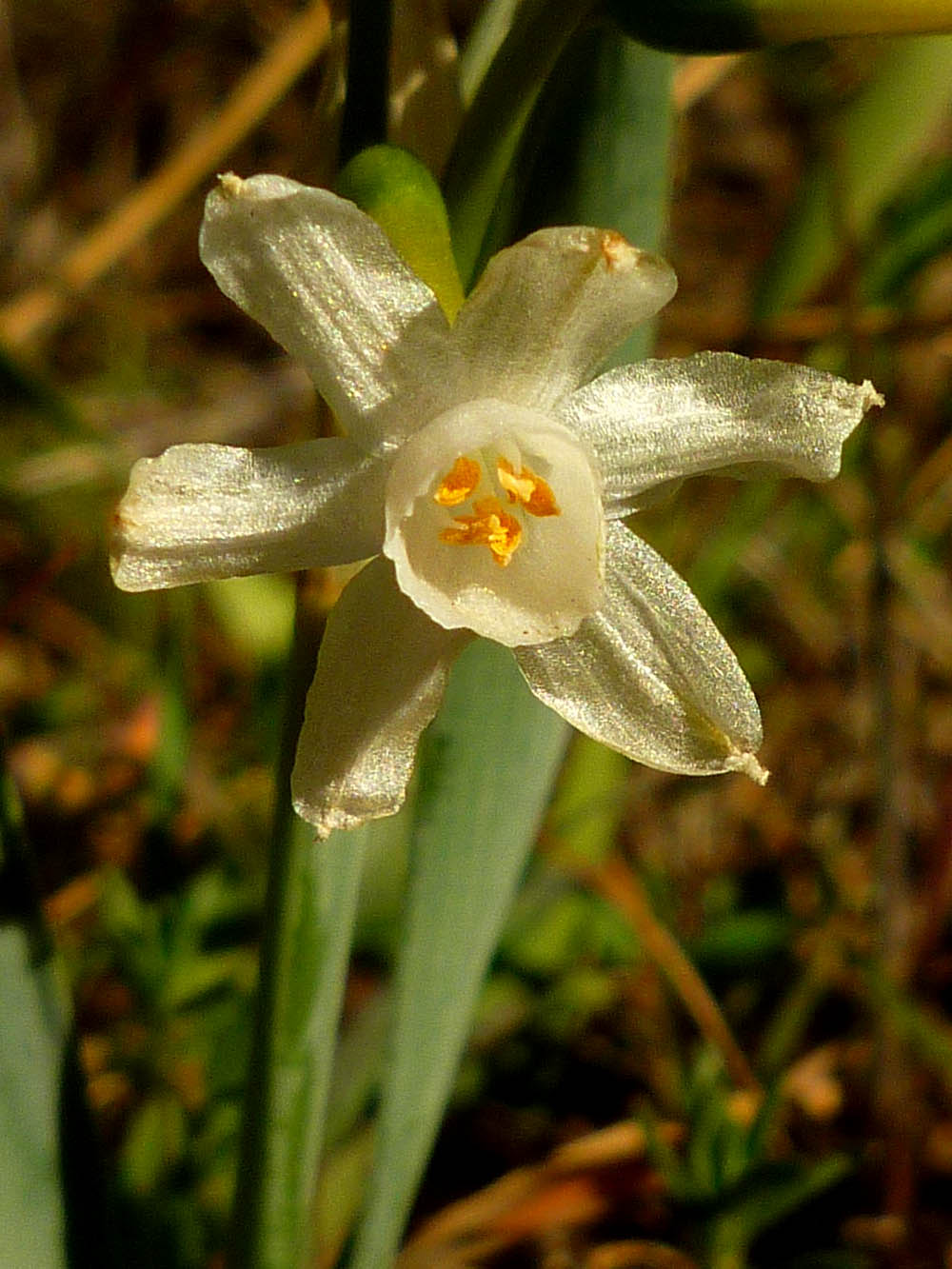
Varica de San José (Narcissus tortifolius).
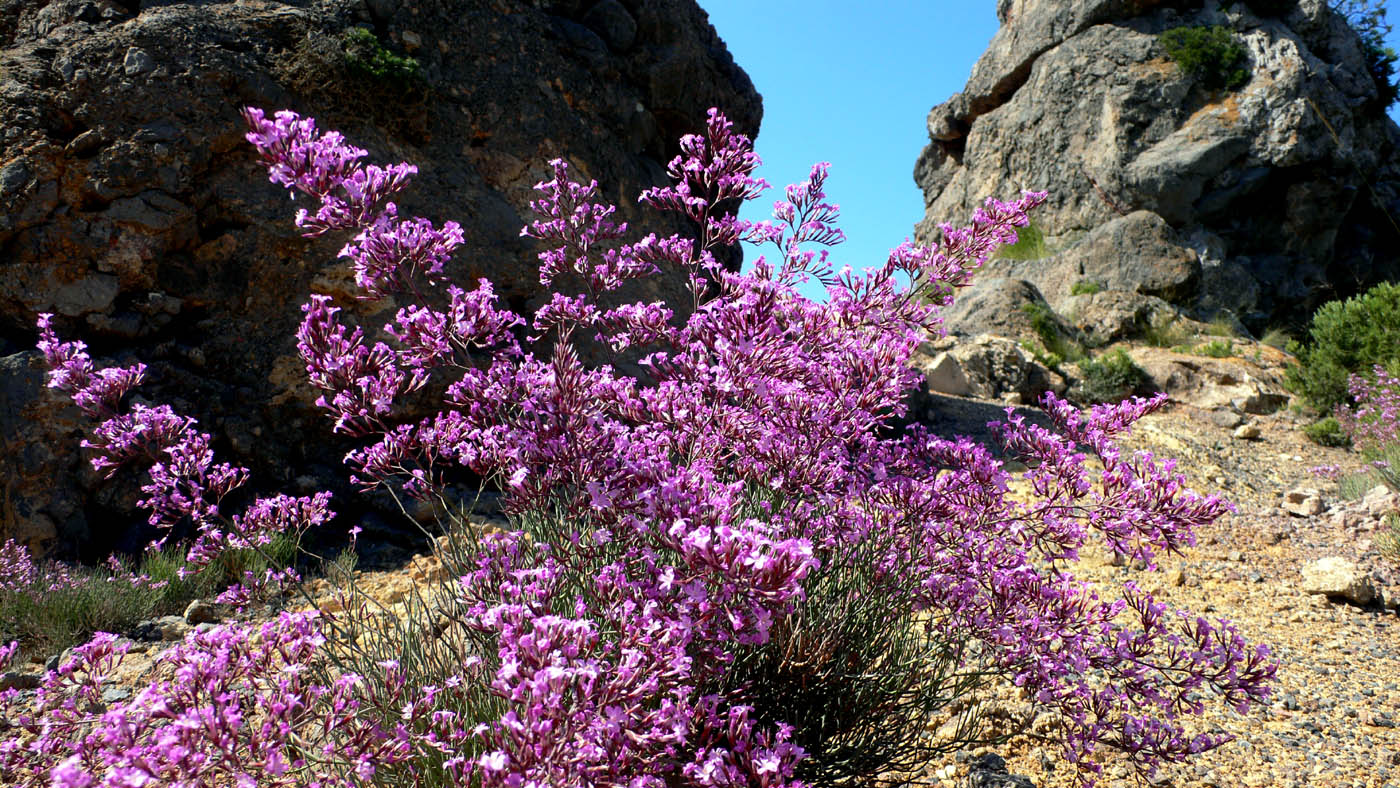
Siempreviva morada (Limonium insigne).
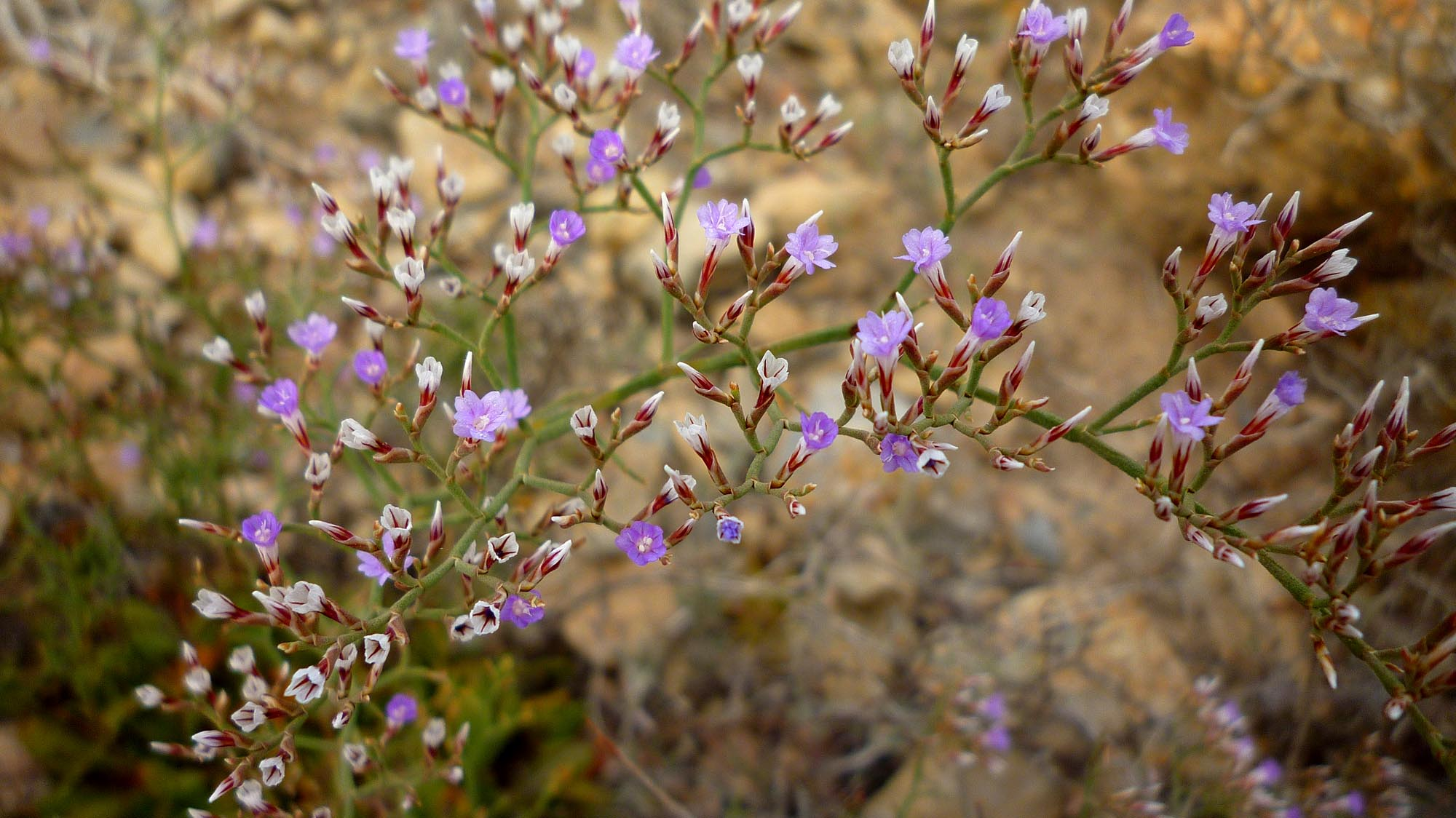
Siempreviva de Cartagena (Limonium carthaginense).
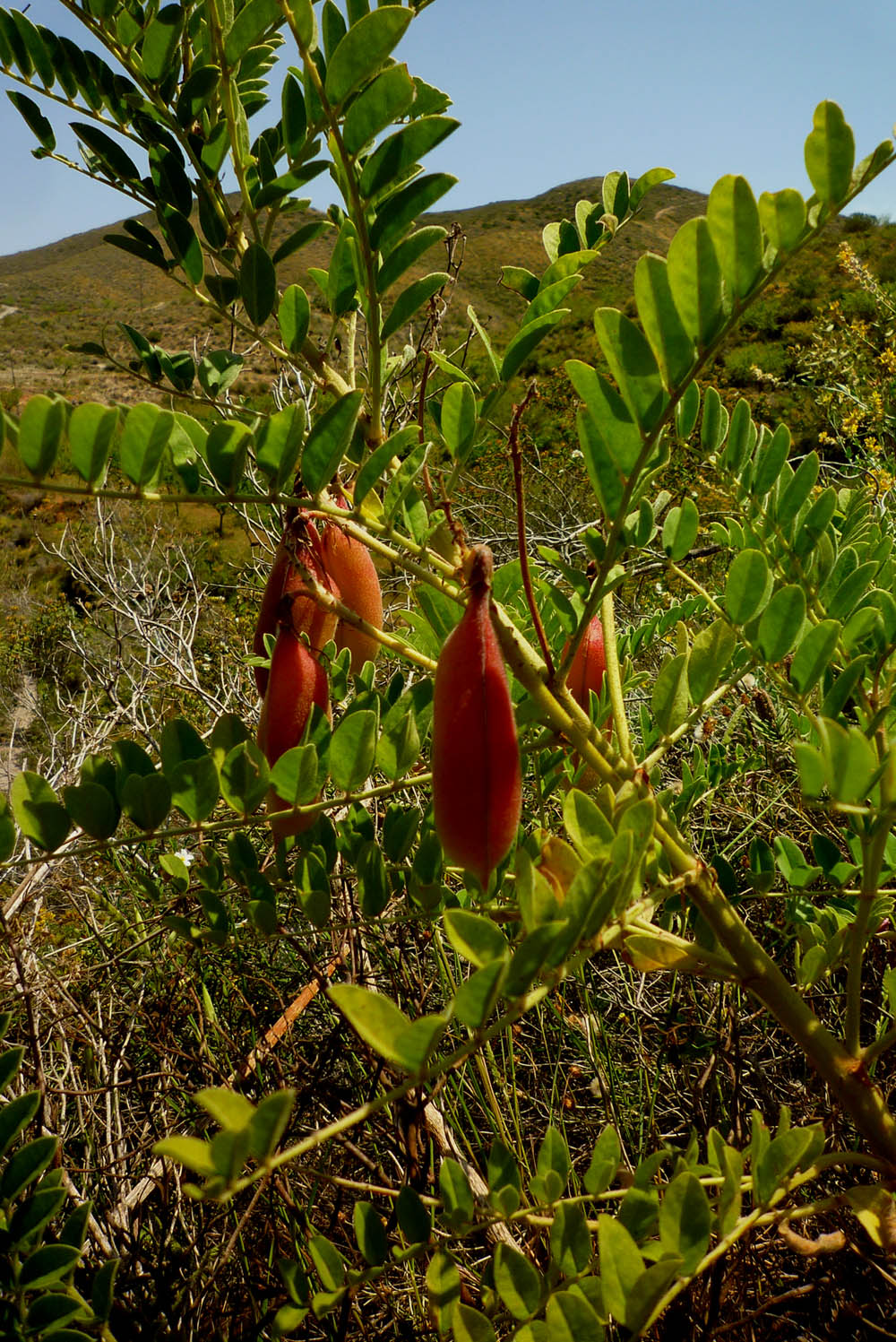
Chochos locos (Erophaca baetica).
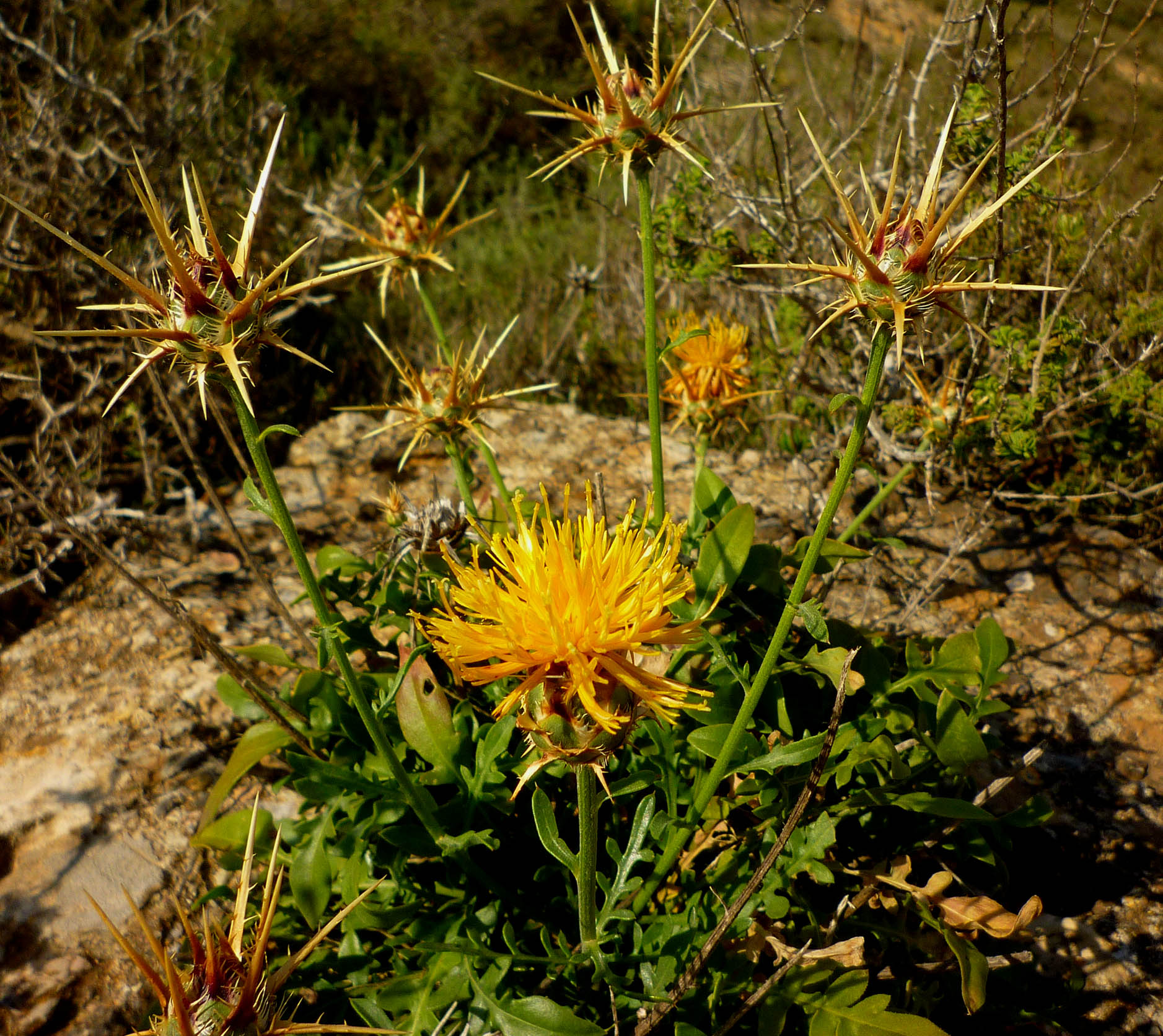
Cardo amarillo (Centaurea saxicola).
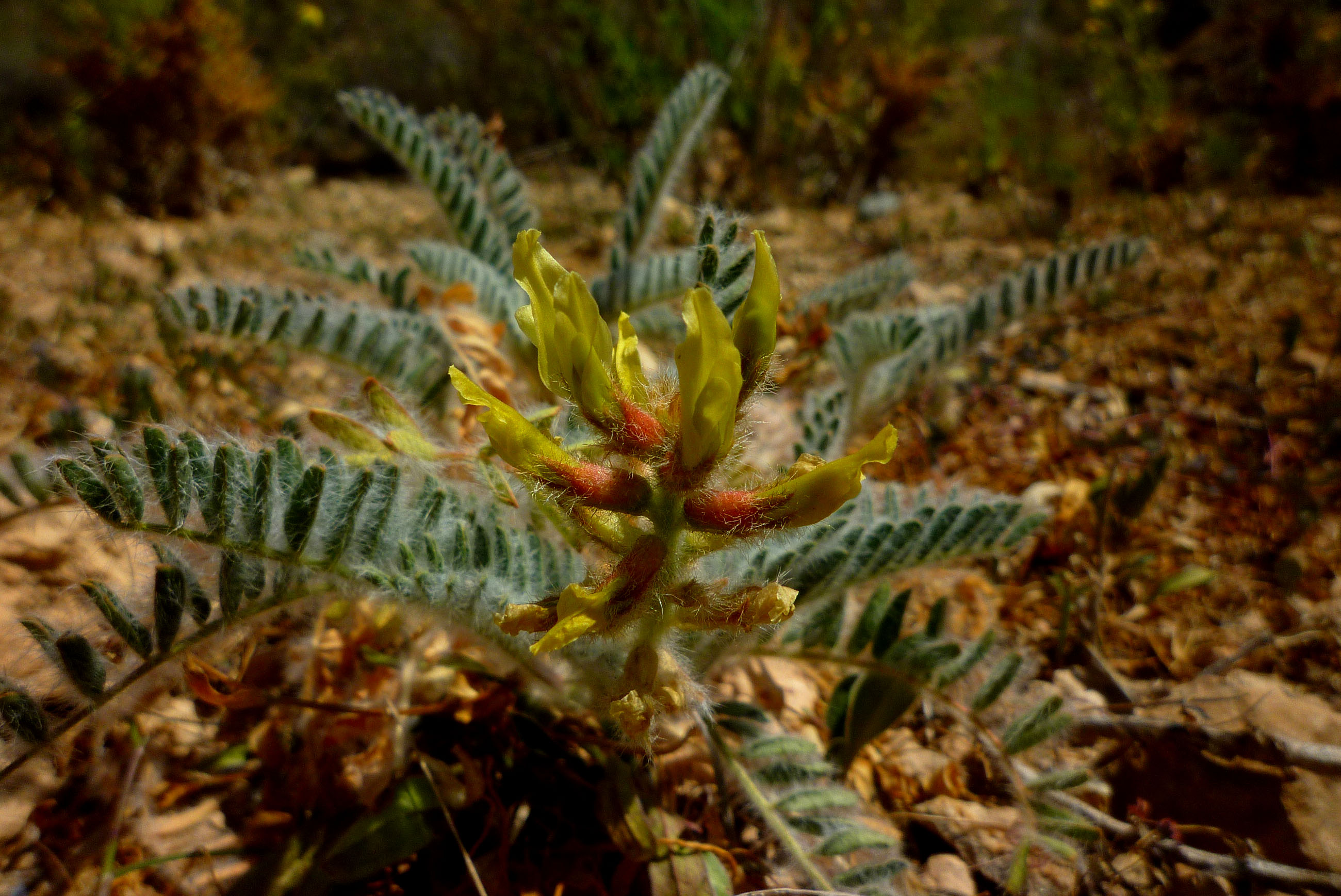
Garbancillo de Tallante (Astragalus nitidiflorus).
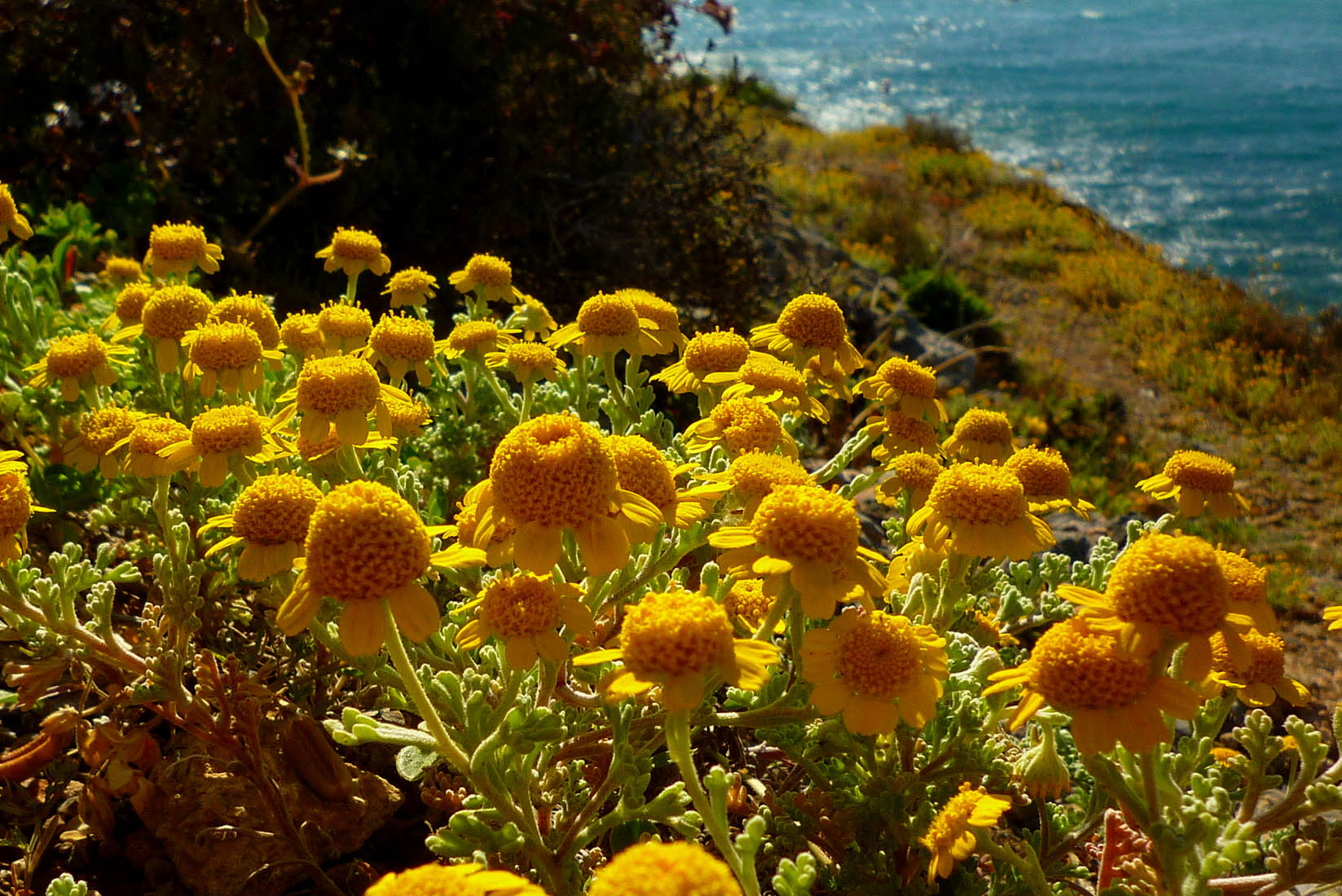
Manzanilla de Escombreras (Anthemis chrysantha).
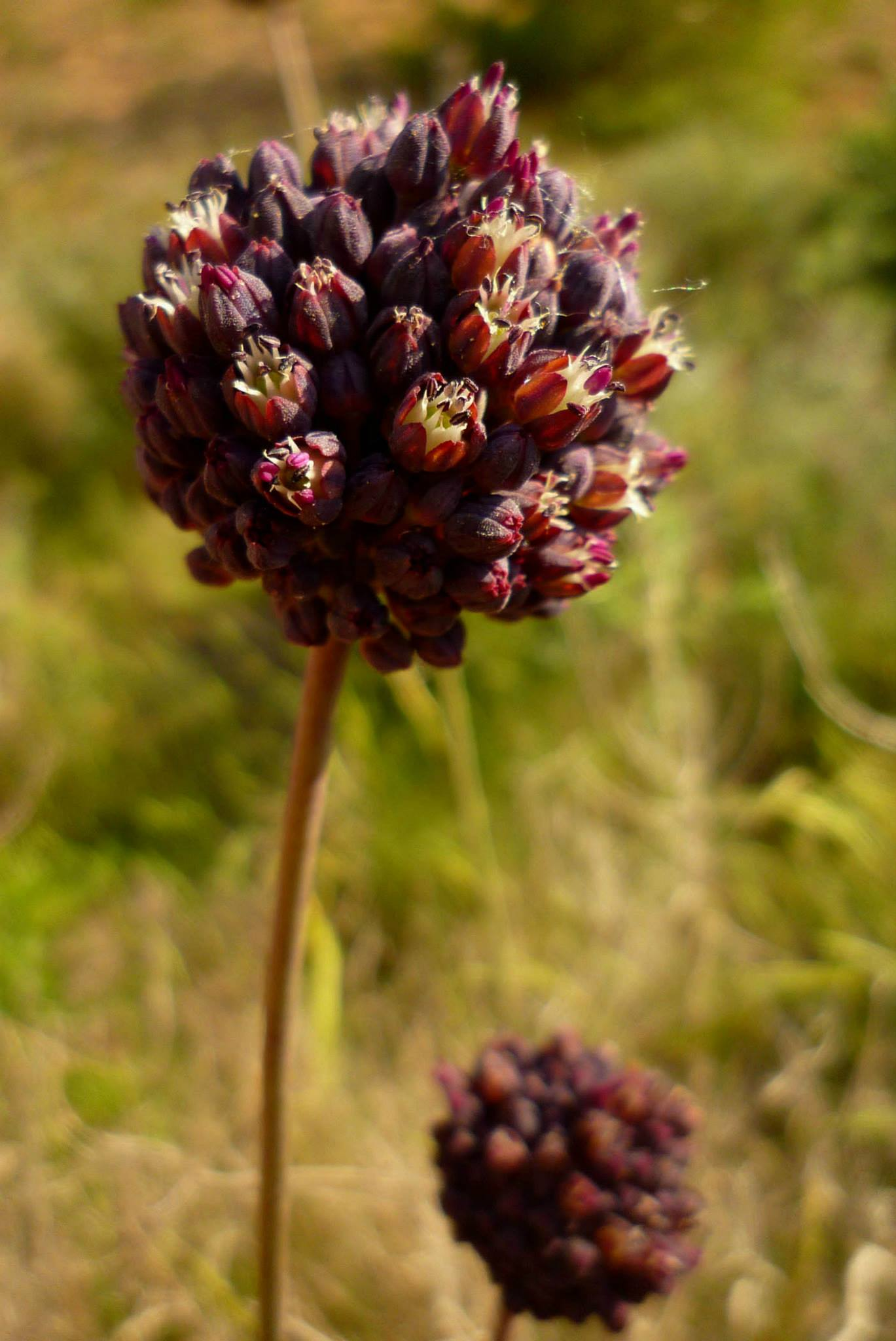
Ajo negro (Allium melananthum).
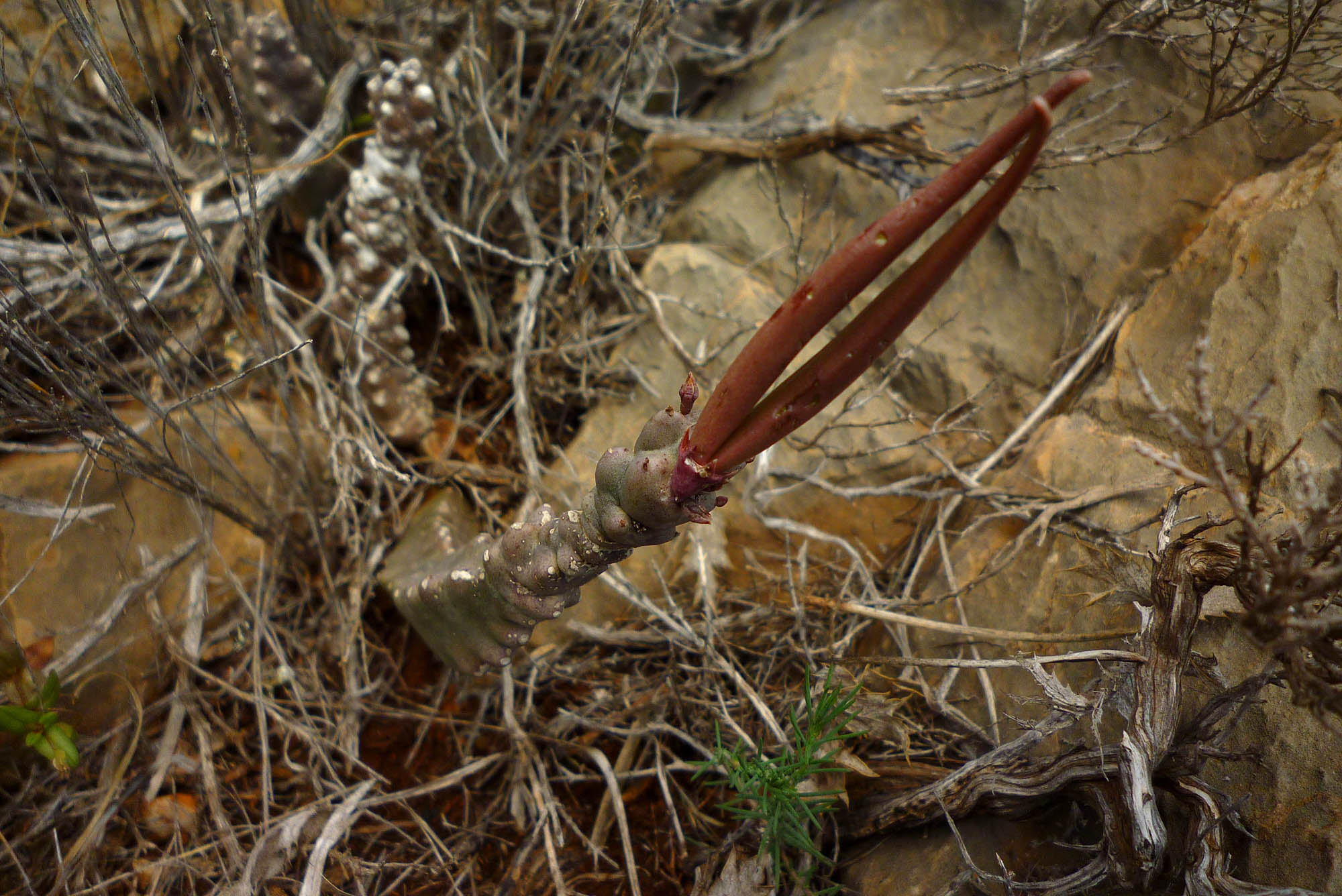
Chumberillo de lobo (Caralluma munbyaba).
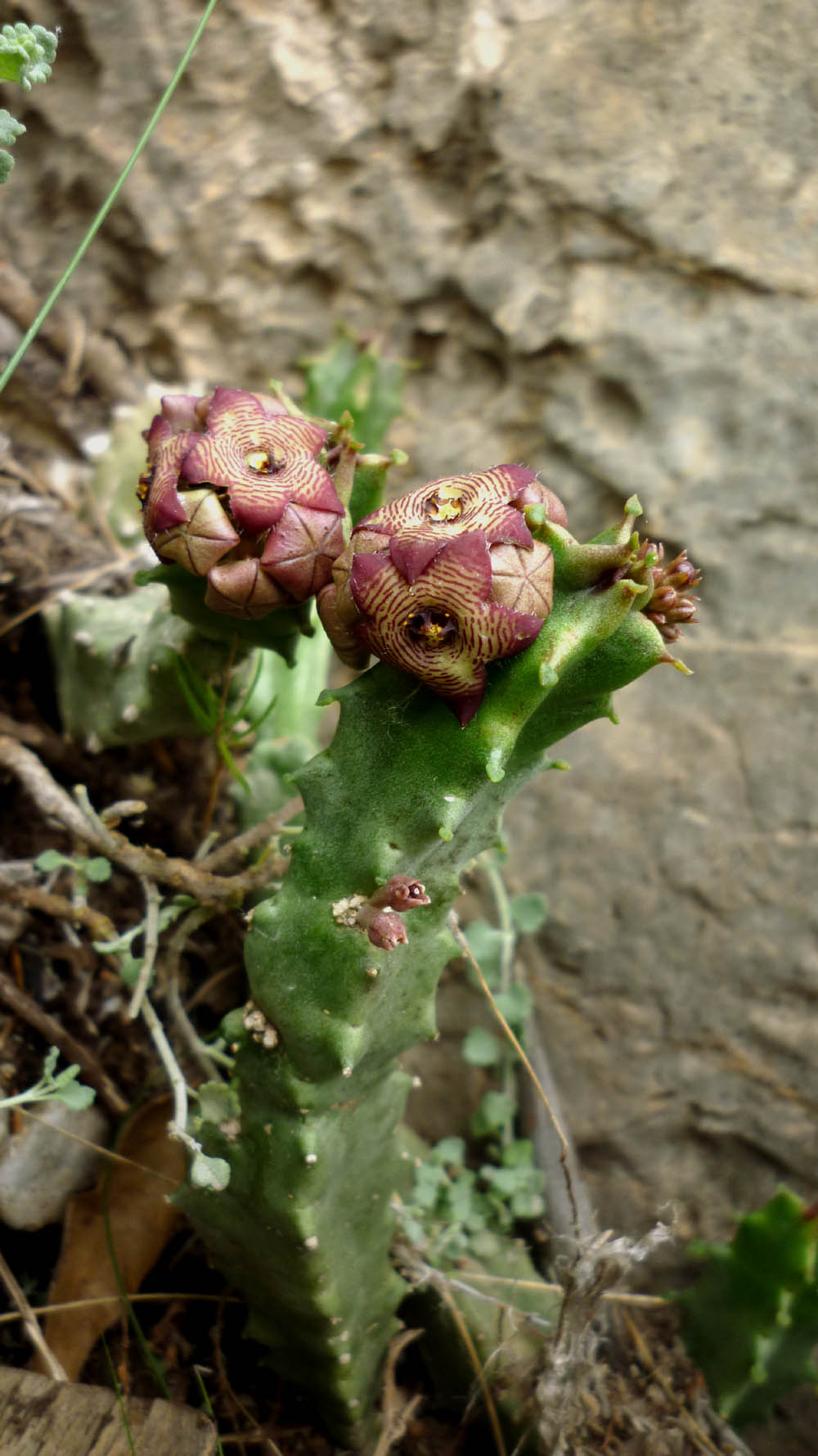
Chumberillo de lobo (Caralluma europaea).

## Fauna
En este espacio existen especies protegidas como la tortuga mora o algunos tipos de murciélagos, entre los que destaca el murciélago grande de herradura. Es frecuente encontrar también el camaleón común.
Entre los mamíferos, destaca la presencia del zorro, el conejo, el tejón y la garduña. Además, se ha documentado recientemente la presencia de la gineta y el gato montés. Son también frecuentes los jabalíes. 
En 2011 está prevista la reintroducción de la cabra montesa (Capra pyrenaica hispanica) extinguida de la zona hace décadas con ejemplares procedentes de Sierra Nevada.
Entre las aves, se encuentran el halcón peregrino, búho real, águila real y el águila perdicera, exisen gran número de aves en la zona entre las que destacan Diversas especies de currucas, Alcaravanes, diversos Fringilidos, Alzacolas, Piquituertos, Camachuelo trompetero, etc.

## Fotos de Cabo Tiñoso, La Muela y El Portús

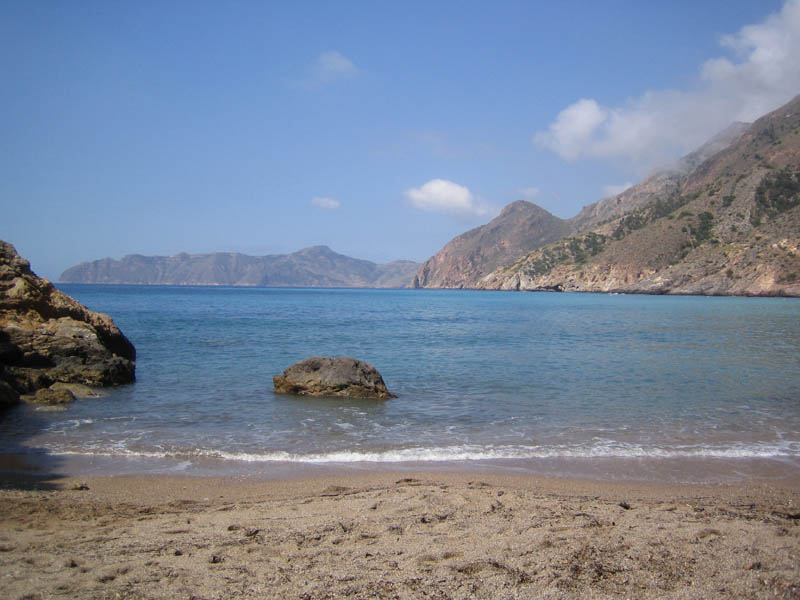
Playa de El Portús.
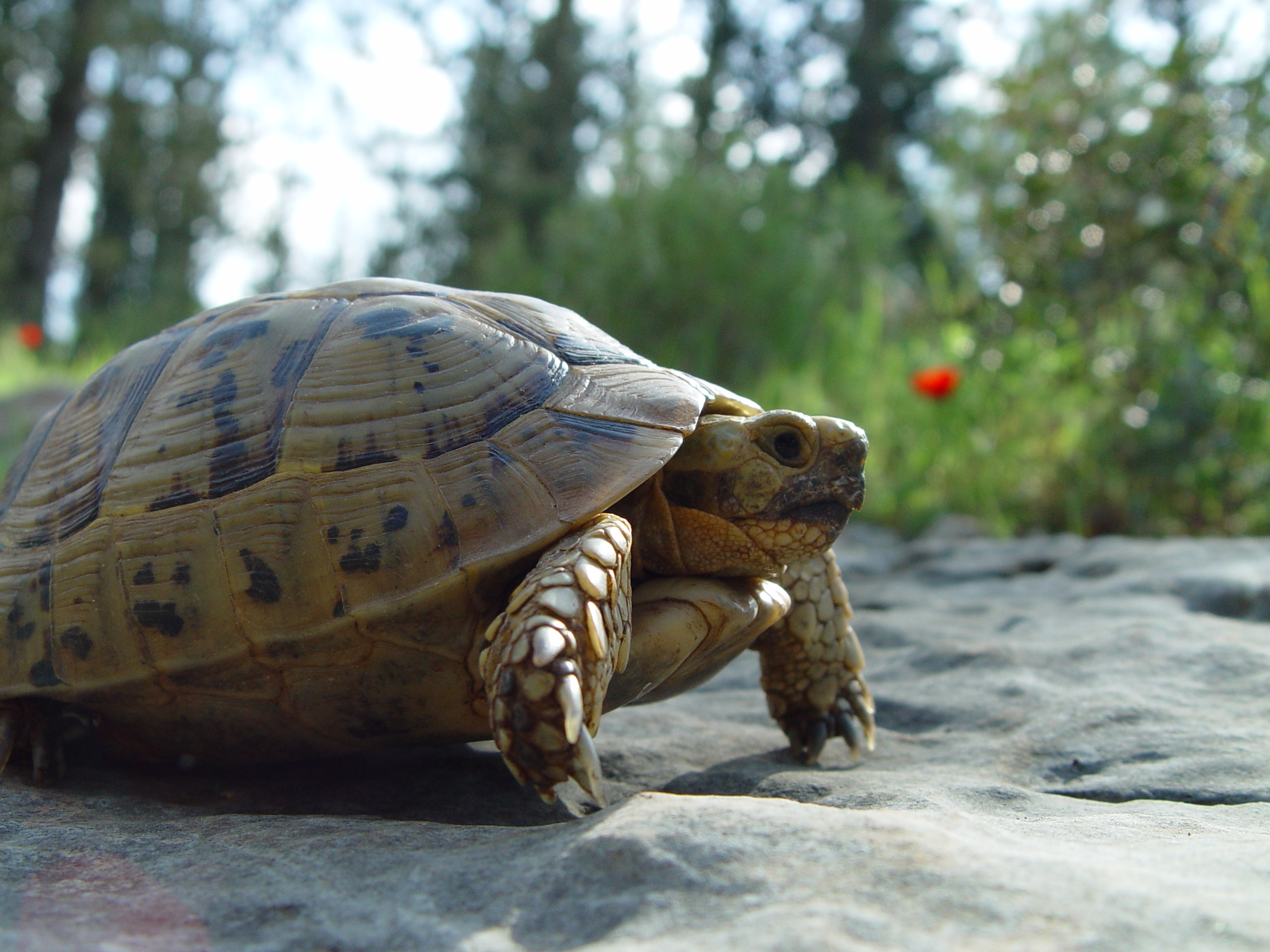
Tortuga mora.
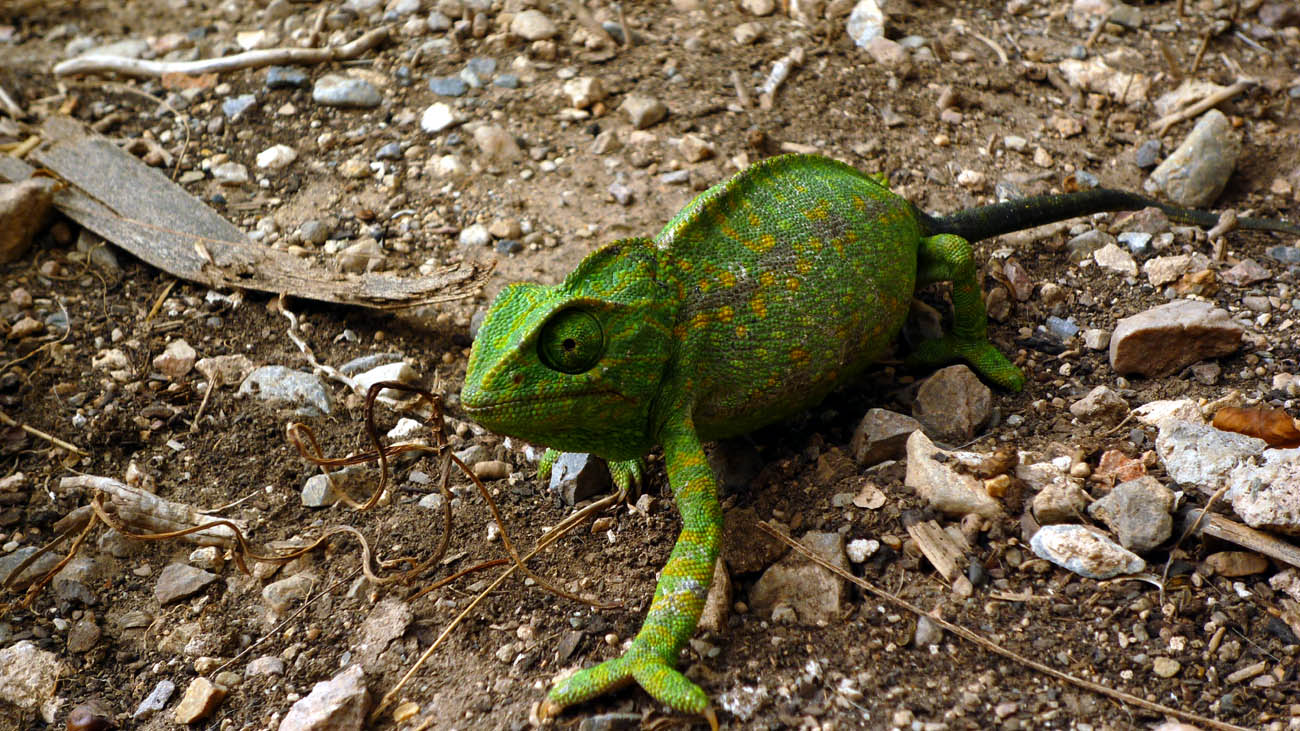
Camaleón común (Chamaeleo chamaeleon) en El Portús.
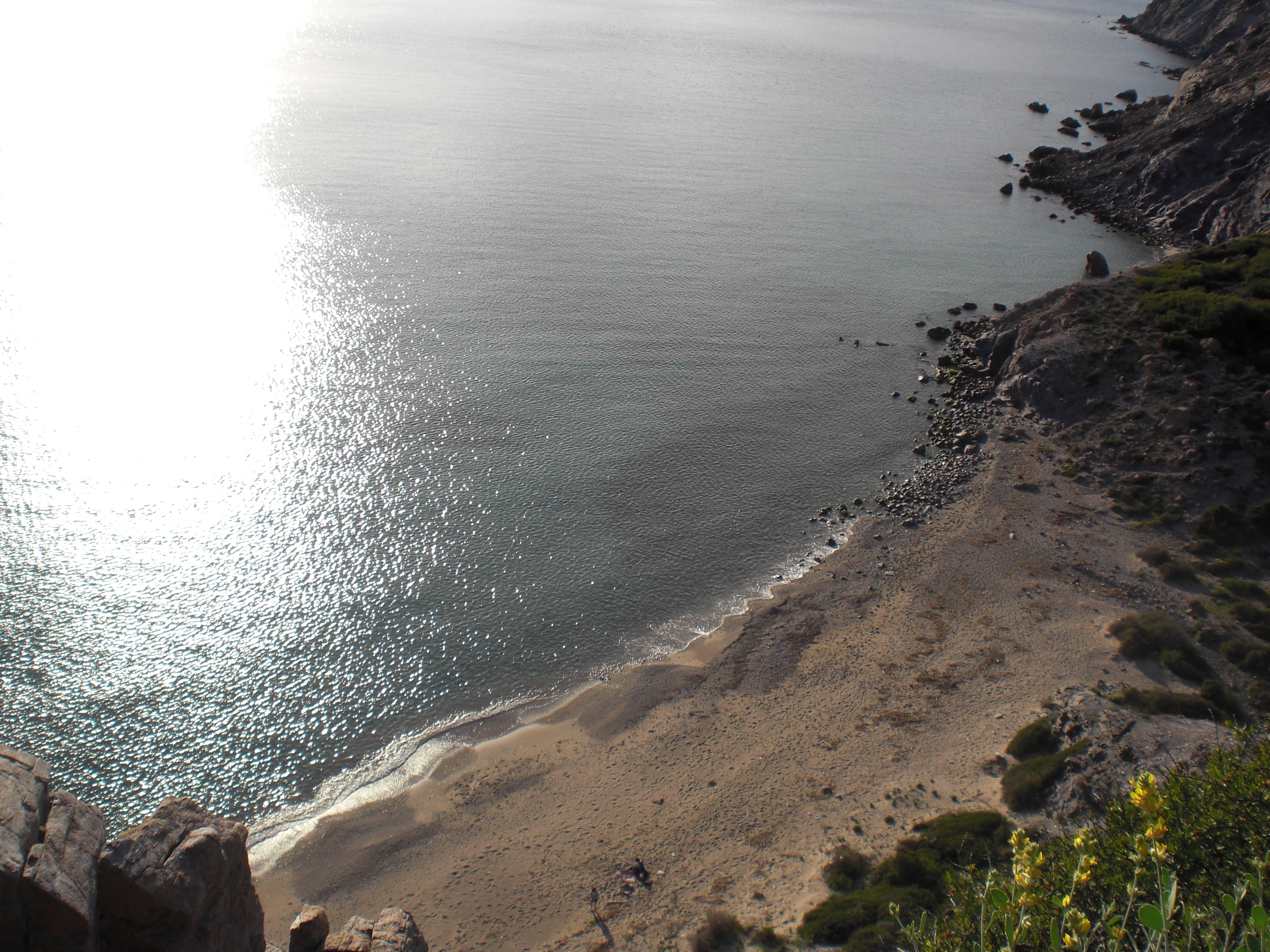
Playa de Fatares
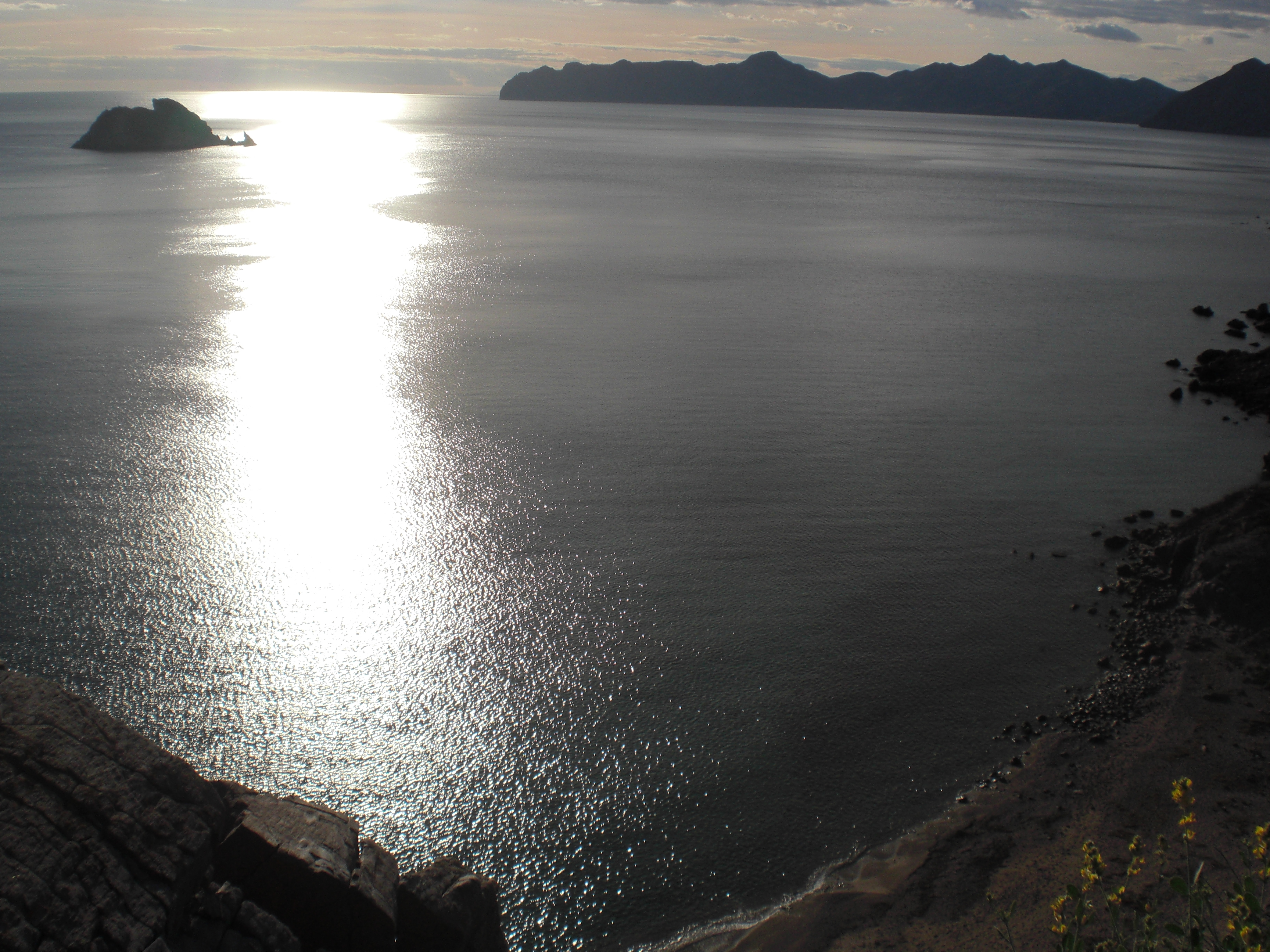
Isla de las Palomas, Cabo Tiñoso y playa de Fatares
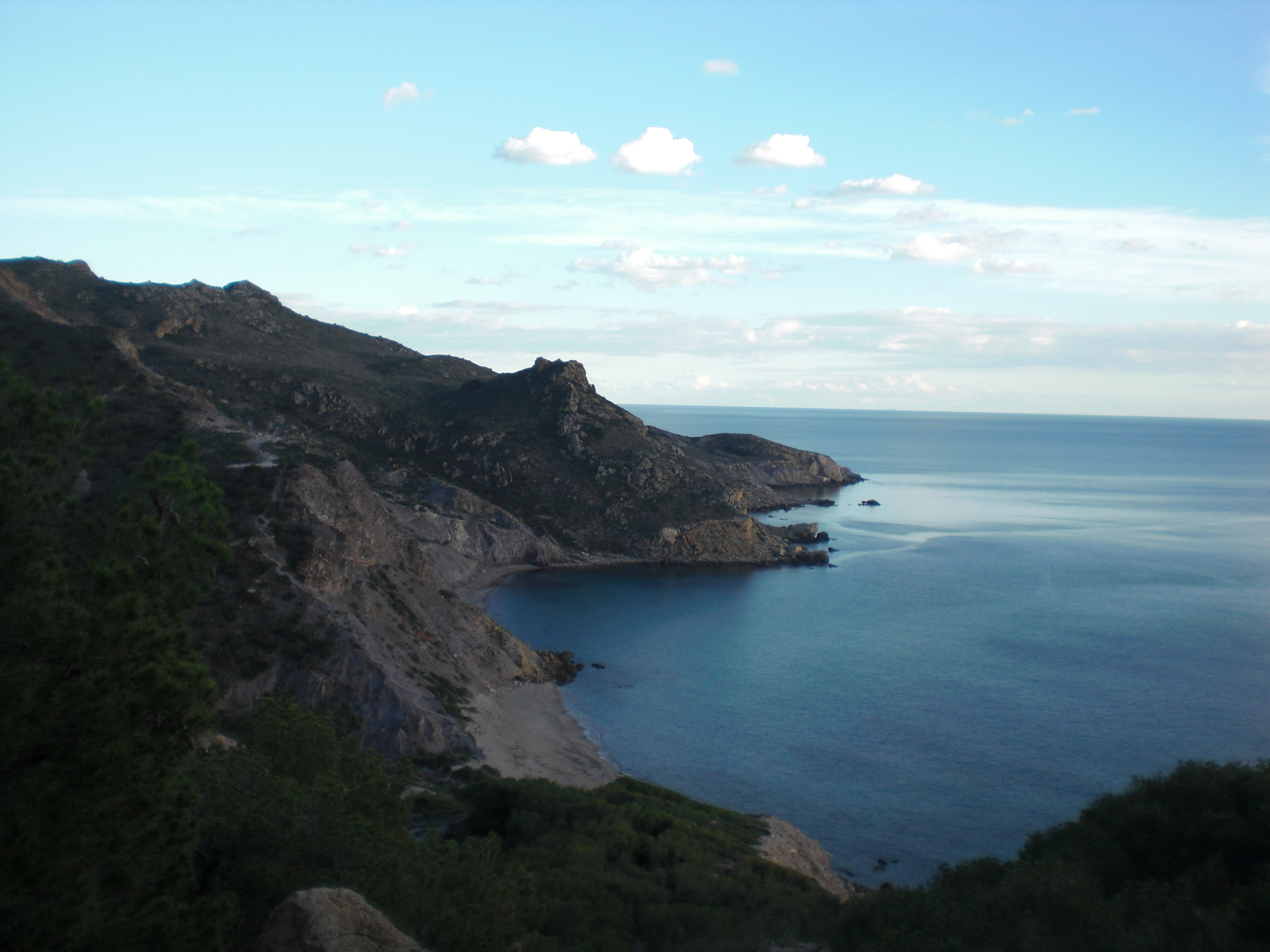
Dos playas en Fatares
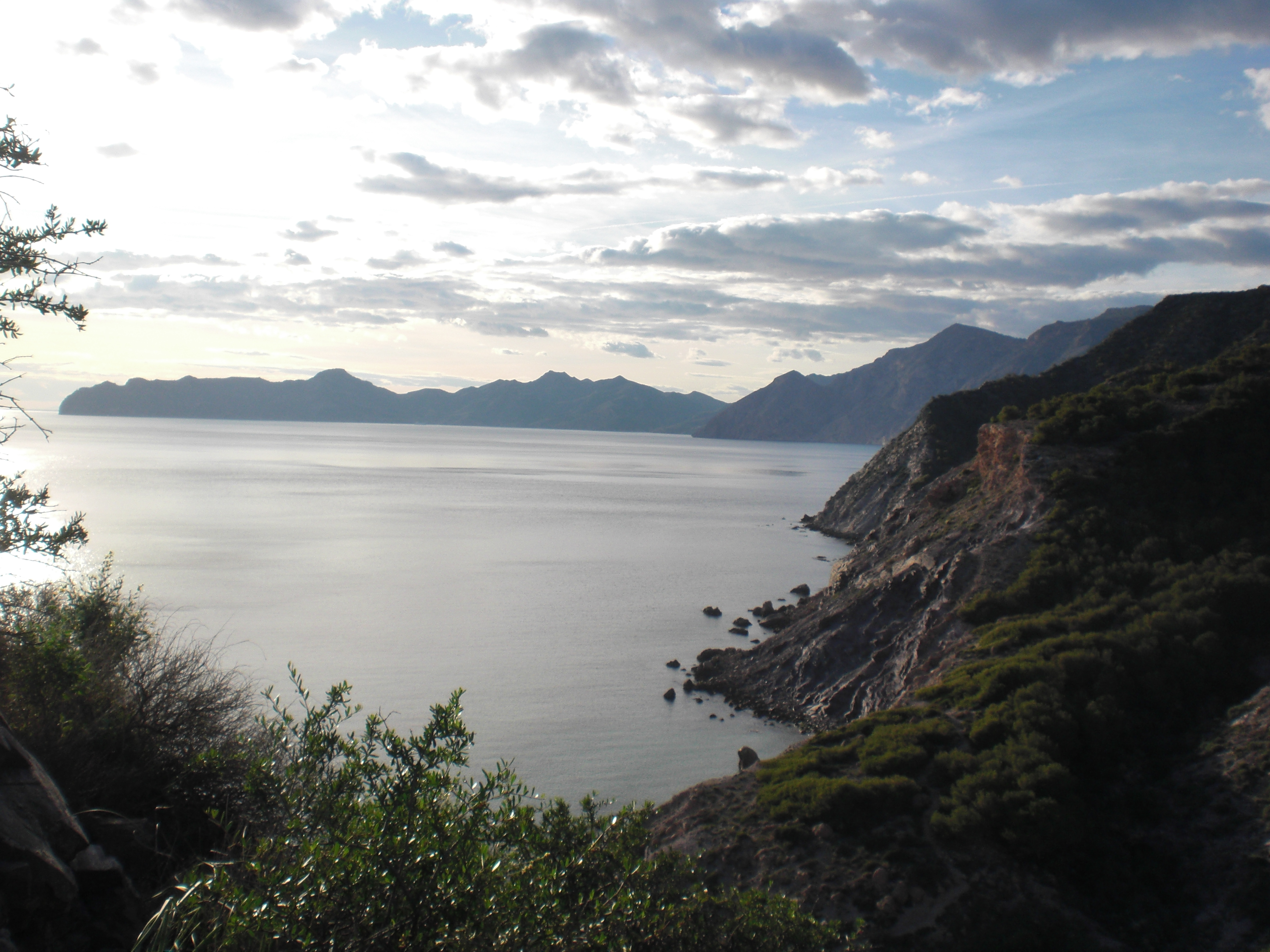
Vista de Cabo tiñoso desde alrededores playa Fatares
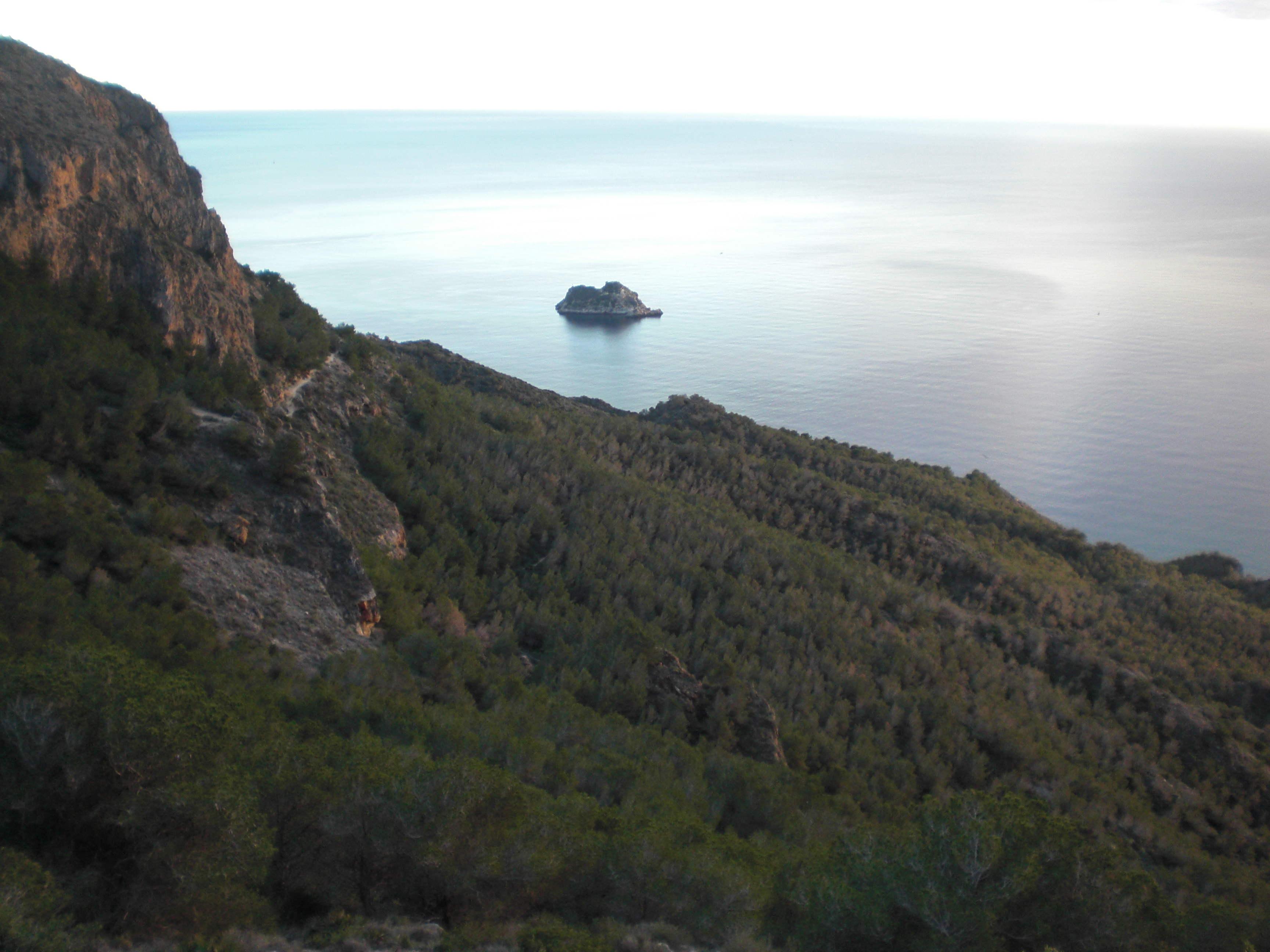
Isla de las palomas desde monte Roldán
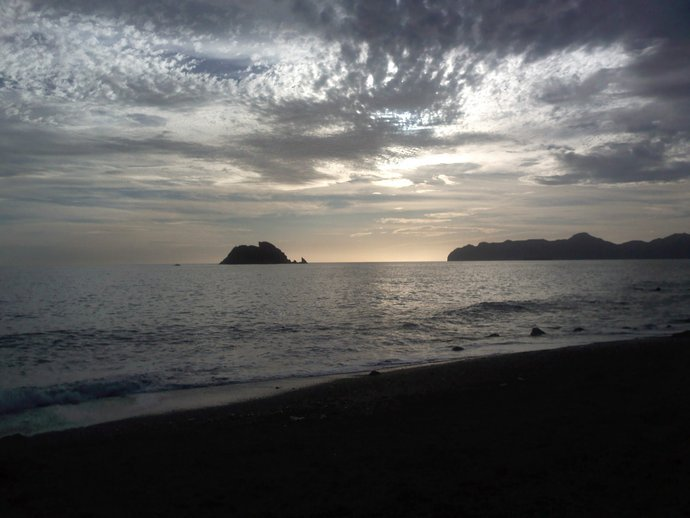
Vista de Cabo Tiñoso con nubes, desde playa Fatares

## Reserva marina de Cabo Tiñoso

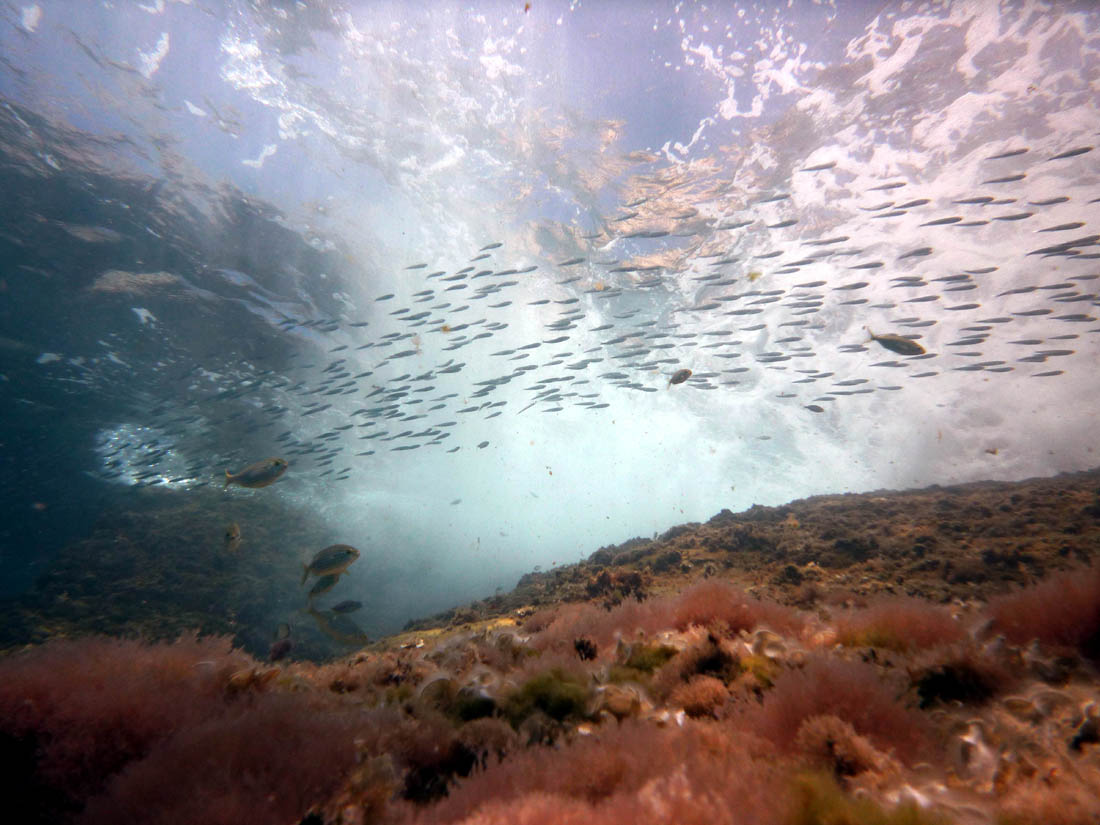
Fondos submarinos en El Portús

Los fondos marinos de Cabo Tiñoso concentran una gran riqueza y diversidad de flora y fauna submarina.
En julio de 2009, la Consejería de Medio Ambiente de la Región de Murcia inició los trámites para la declaración de un espacio protegido alrededor de Cabo Tiñoso con una superficie de casi 22.000 hectáreas de las que 84 hectáreas serán de conservación integral. En 2016 se declaró reserva marina de interés pesquero.
Es la segunda reserva marina creada en la Región de Murcia tras la Reserva Marina de Cabo de Palos e Islas Hormigas que se ha demostrado como un excelente medio para proteger el medio marino y generar espacios de regeneración de pesquerías.
La riqueza, belleza y diversidad de los fondos marinos de Cabo Tiñoso han convertido esta zona en uno de los destinos preferidos de submarinismo en España. La mayoría de empresas dedicadas a esta actividad se encuentran en la localidad de La Azohía.
La otra reserva marina en la Región de Murcia es Cabo de Palos y está previsto que se aprueba una tercera en Cabo Cope

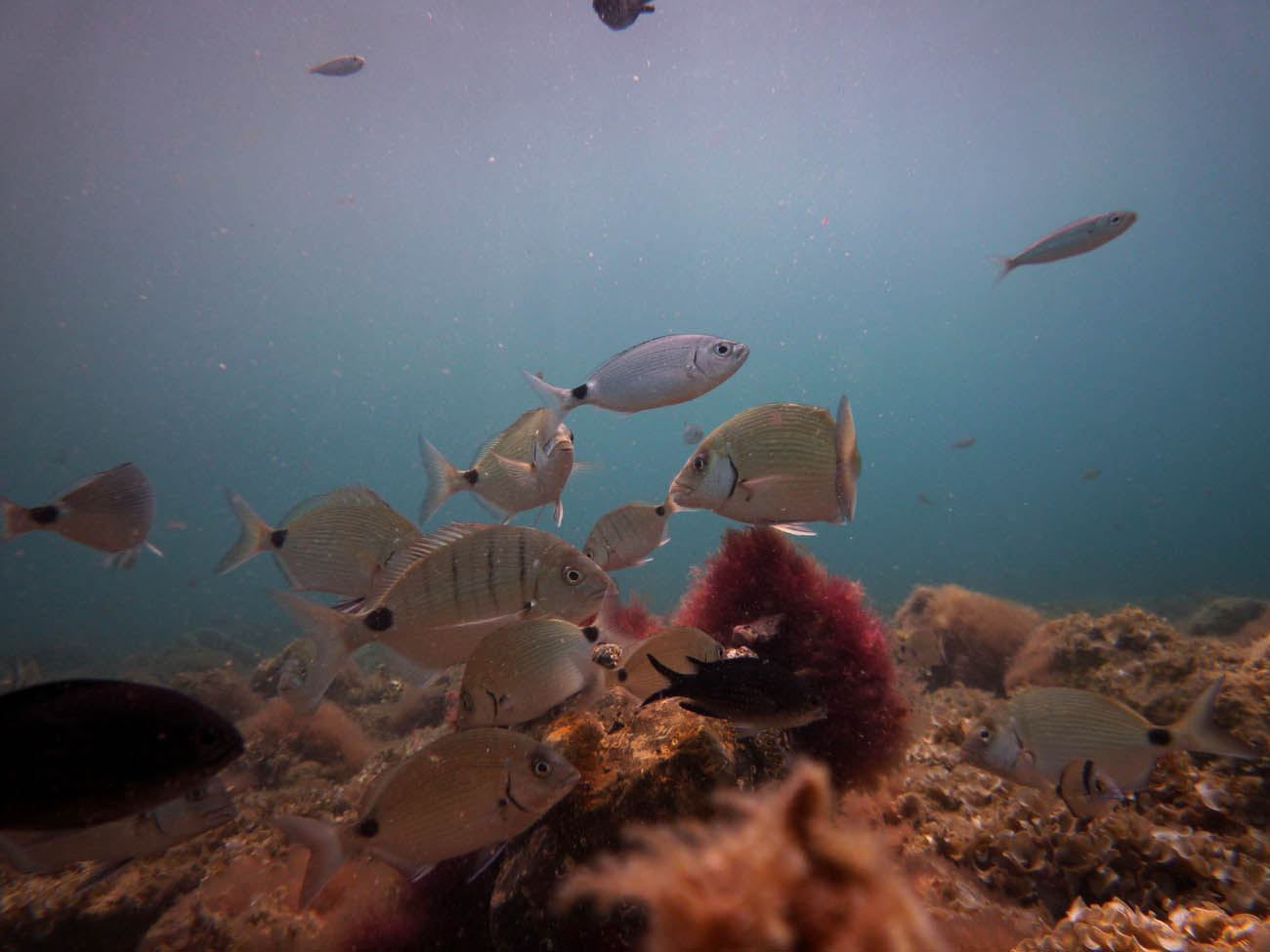
Peces en la playa de El Portús.
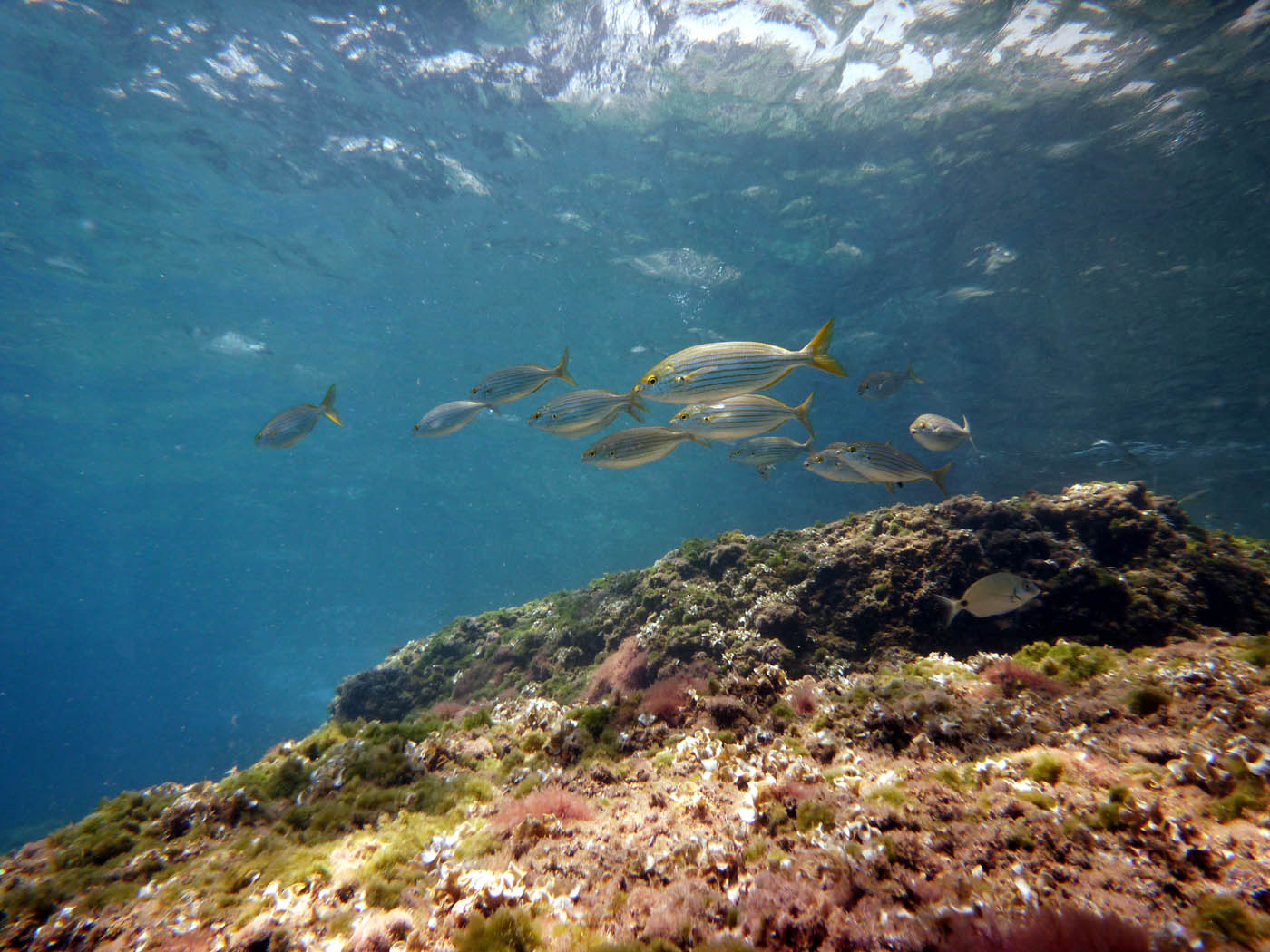
Banco de Salpas en El Portús.
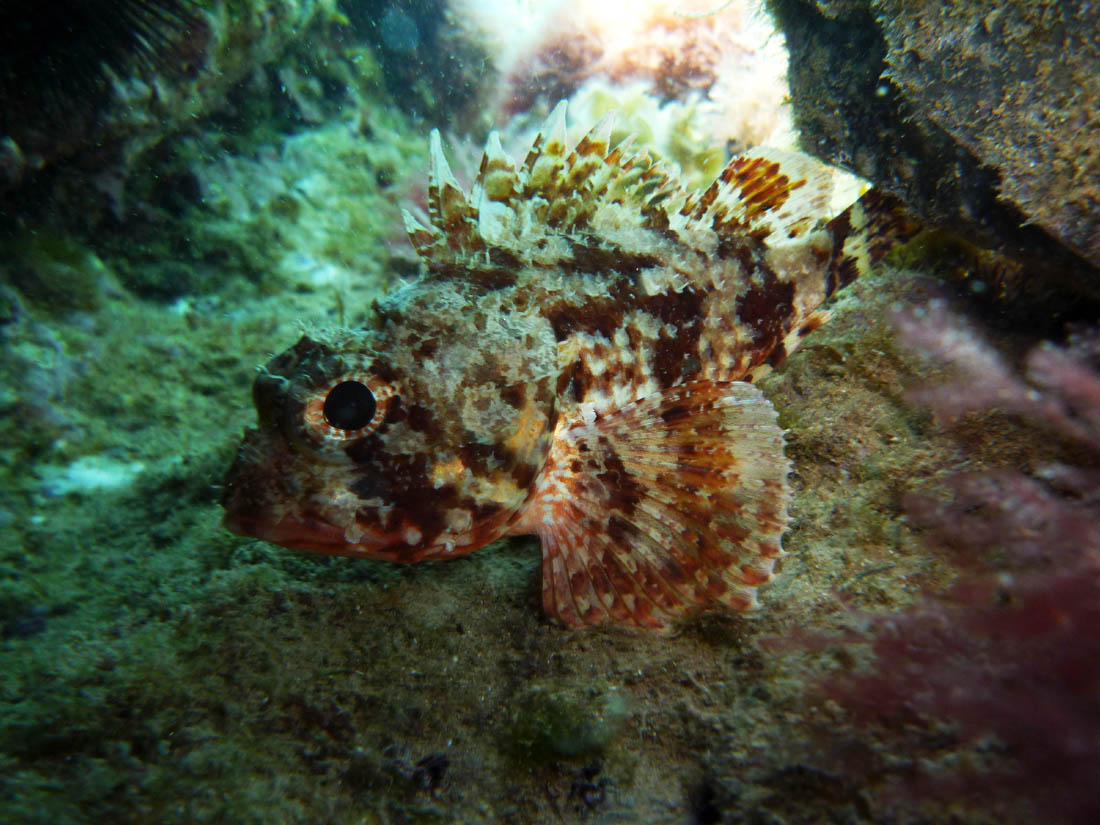
Scorpaena notata en El Portús.
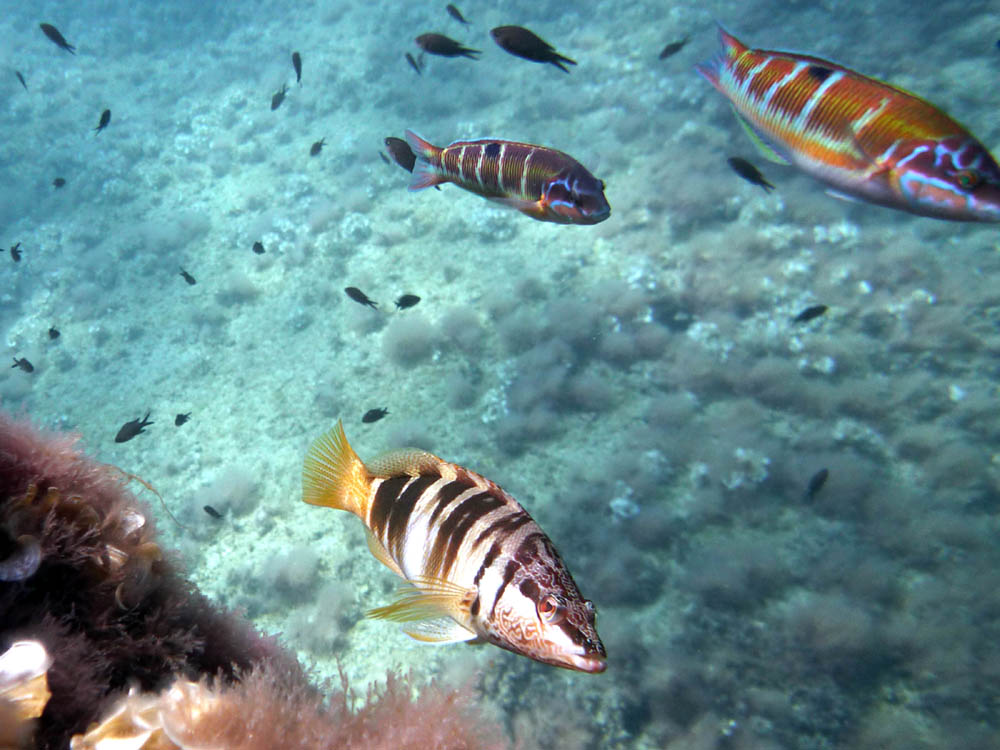
Serranus scriba.
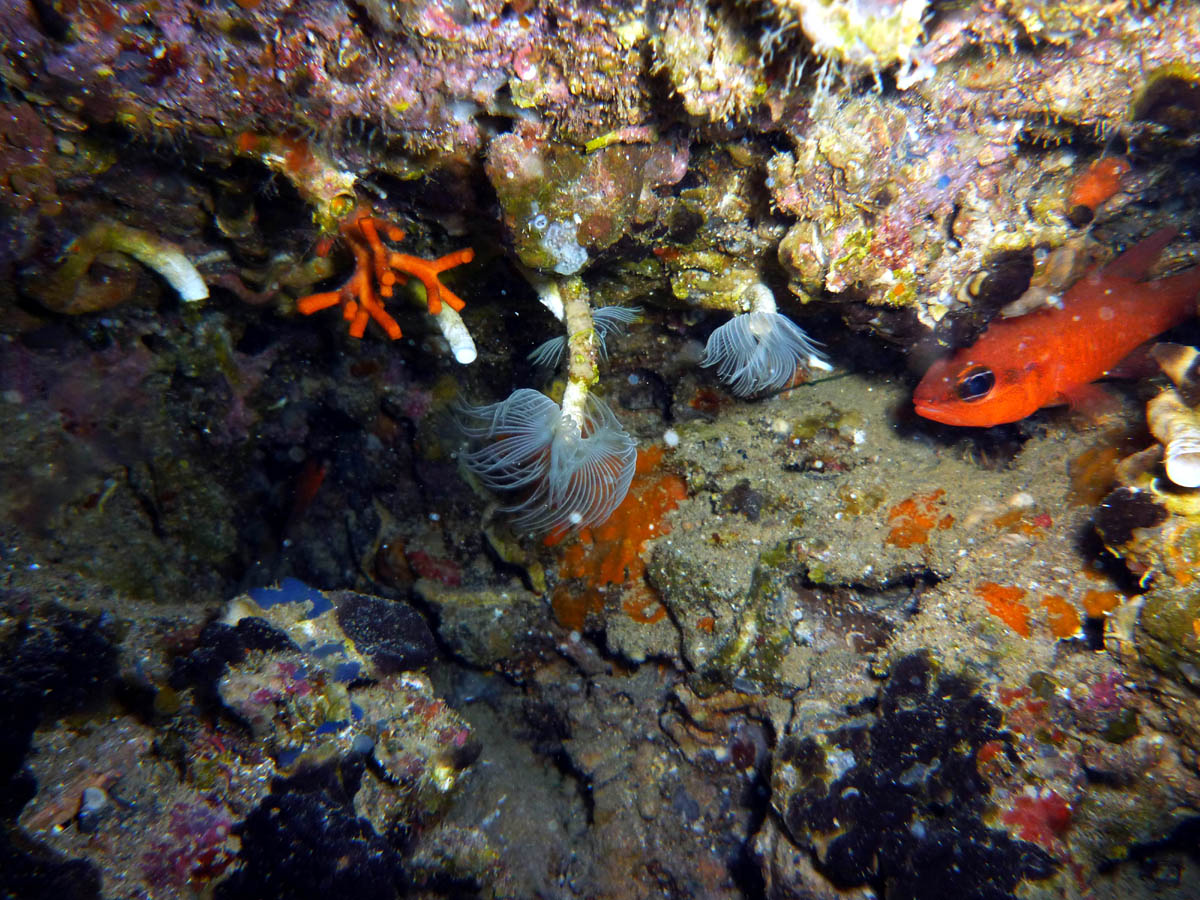
Myriapora truncata (falso coral rojo), Protula intestinum en el centro y Apogon imberbis (salmonete real) a la derecha en El Portús.
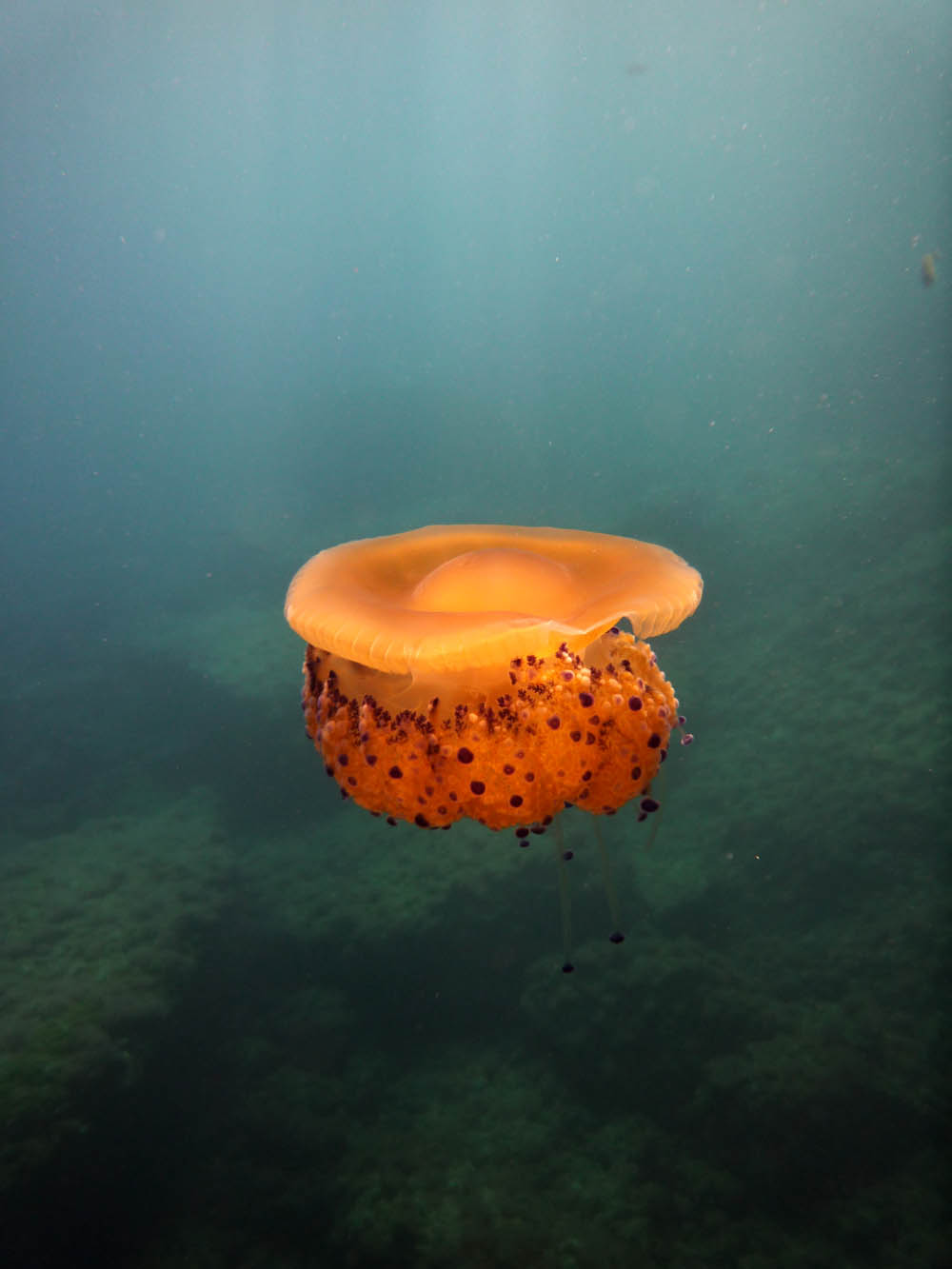
Medusa (Cotylorhiza tuberculata)
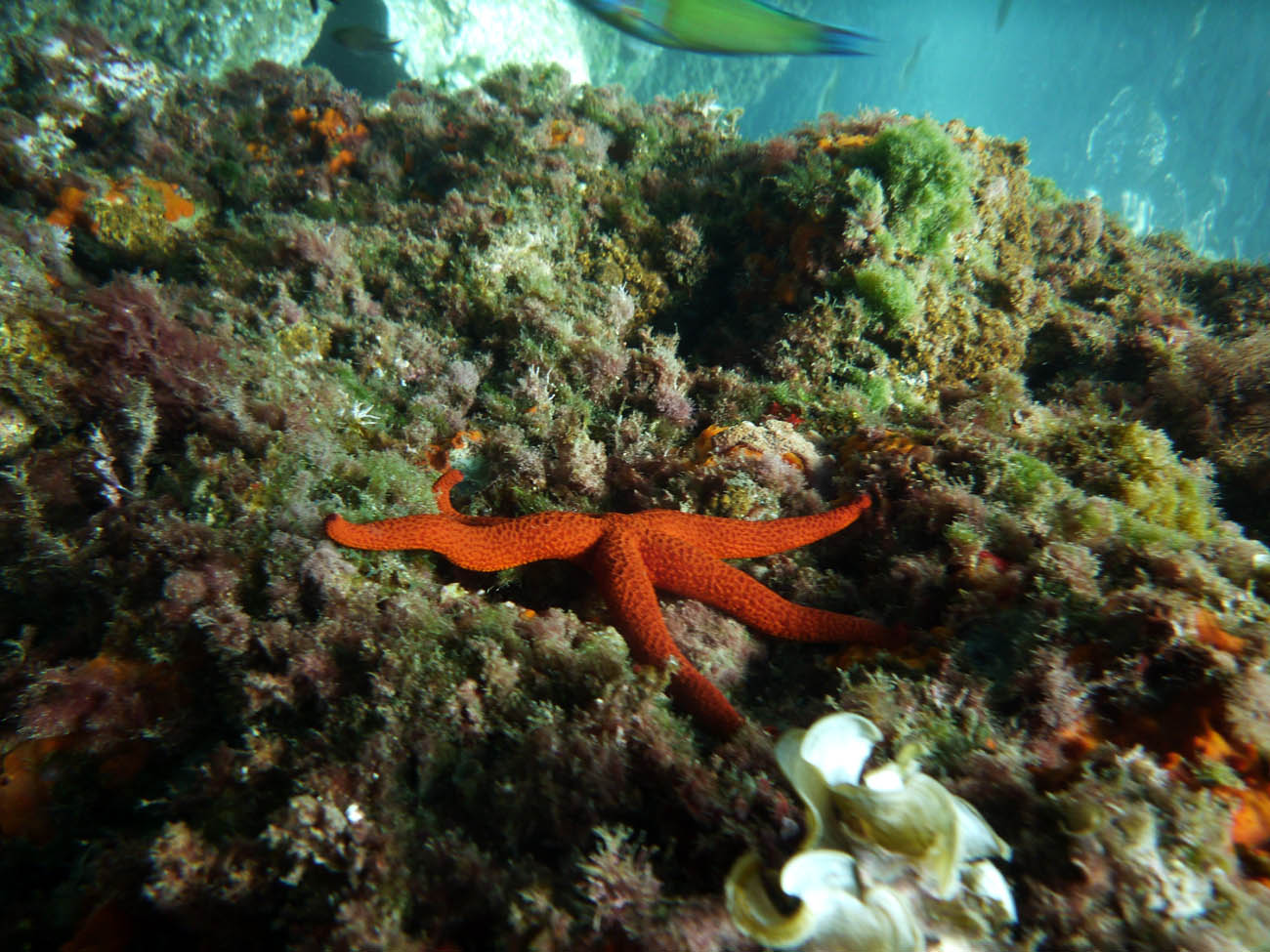
Estrella de mar (Echinaster sepositus).

## Valores culturales

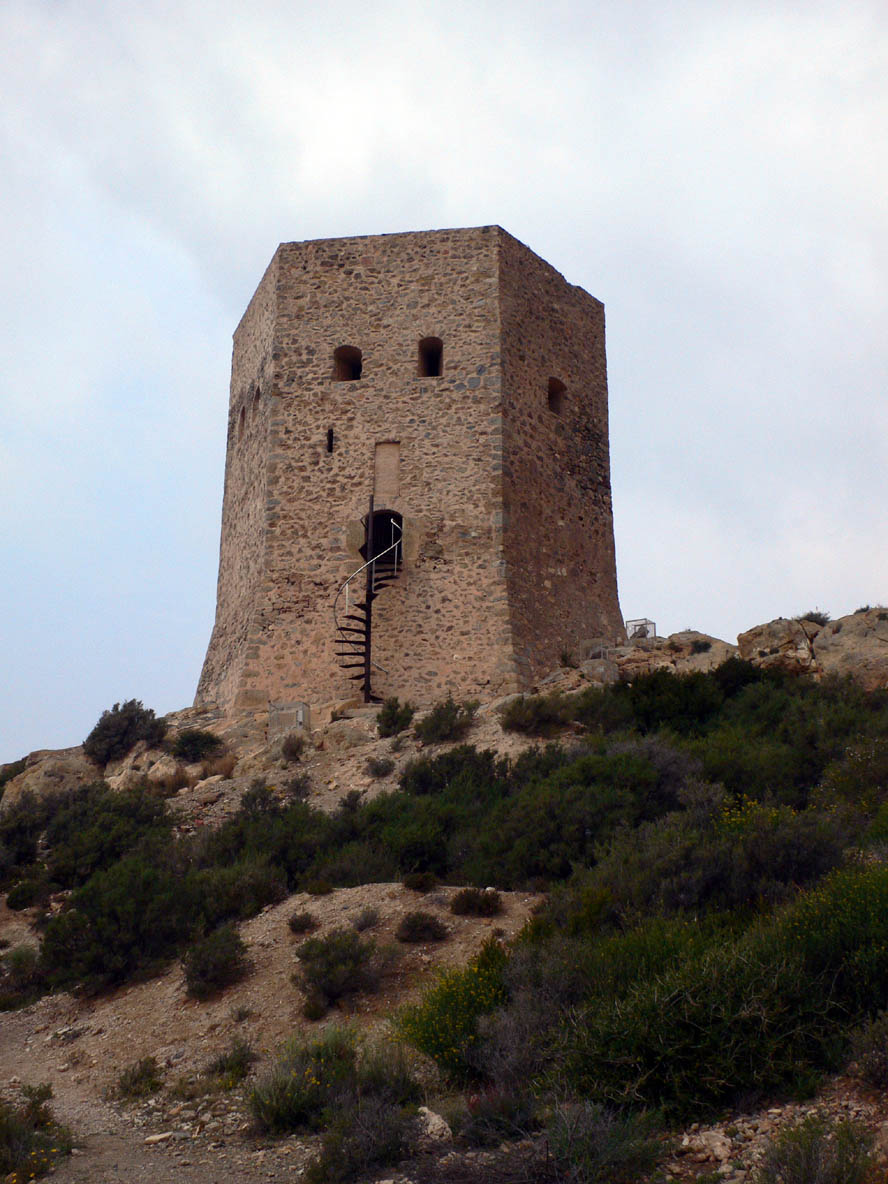
Torre de Santa Elena.

Dentro del ámbito de protección del parque regional hay edificaciones protegidas por su interés cultural e histórico:
- Torre de Santa Elena de La Azohía, torre de vigilancia costera del siglo XVI.
- Batería de Castillitos.
- Batería de Roldán.
- Cueva de la Higuera en Isla Plana. Cueva con pinturas rupestres del periodo neolítico, protegida como patrimonio de la humanidad dentro del denominado arte rupestre del arco mediterráneo de la península ibérica.
- Hay también algunos molinos de viento del Campo de Cartagena, como el de Galifa, aunque la mayoría están en estado de ruina.

## Sierra de La Muela, El Algarrobo y Cartagena
La Sierra de La Muela pertenece al complejo litoral de la Sierra de La Muela, El Algarrobo y Cartagena.
La Sierra del Algarrobo, separa la costa de Mazarrón del Campo de Cartagena.
La Sierra de Cartagena engloba la Sierra de Pelayo, donde se encuentra el Castillo de la Atalaya, la Sierra Gorda y la Sierra de La Fausilla.